# 岩木川の支流の一覧

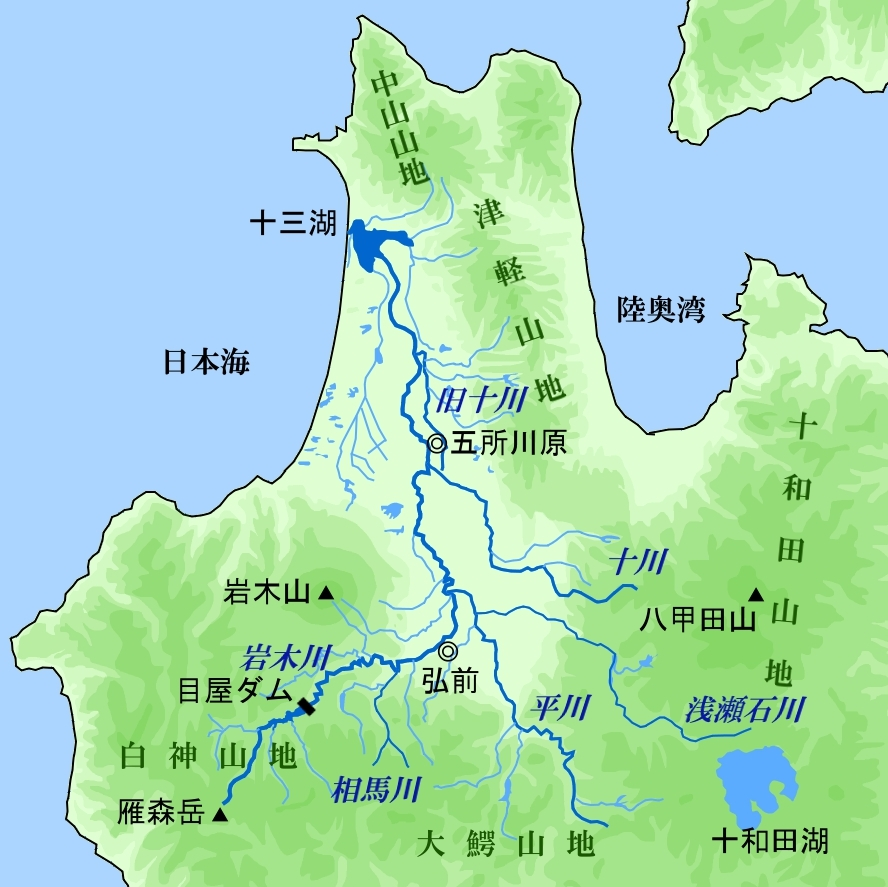
岩木川・津軽平野周辺略図

本項では青森県を流れる一級河川・岩木川の支流について概観する。
岩木川は青森県の白神山地に発し、津軽地方を縦断して十三湖で海に注いでいる。流路や呼称は時代によって変遷はあるが、現在は源流域の暗門川と大川の合流地点より下流を「岩木川」と称することになっている。主要な支流のうち、十川や平川、浅瀬石川などは八甲田山・十和田湖方面に源流をもつ。（詳細は岩木川参照。）
青森県の平成17年（2005年）河川調書にしたがうと、岩木川本川（湖沼1（十三湖）を含む）のほか、一次支川22（湖沼1（田光沼）を含む）、二次支川38、三次支川29、四次支川7の合計97（湖沼2、派川1（新土橋川）を含む）の川が支流として扱われている。
*各表における「2.5」「5.0」は、それぞれ国土地理院地図2万5000分の1、5万分の1での掲載の有無を示す。

## 十三湖に注ぐ支流

### 十三湖
| 川名   | 川名     | 川名     | 川名     | よみ           | 長さ (km) | 流域 面積 (km2) | （管理区間）            | 2.5 | 5.0 | 出典                                |
| 岩木川 | 岩木川   | 岩木川   | 岩木川   | いわきがわ     |           |                 | (国)（全区間）          | ○   | ○   | [ 1 ] [ 2 ] [ 3 ] [ 4 ] [ 5 ] [ 6 ] |
| 十三湖 | 十三湖   | 十三湖   | 十三湖   | じゅうさんこ   |           |                 |                         | ○   | ○   | [ 2 ] [ 3 ] [ 4 ]                   |
| ├      | せばと川 | せばと川 | せばと川 | せばとがわ     |           |                 | (県)合流地点より2.50km  |     |     | [ 1 ] [ 7 ] [ 8 ]                   |
| ├      | 相内川   | 相内川   | 相内川   | あいうちがわ   | 15.8      | 55.8            | (県)合流地点より8.95km  | ○   | ○   | [ 1 ] [ 7 ] [ 4 ] [ 8 ] [ 9 ]       |
| ├      | 山田川   | 山田川   | 山田川   | やまだがわ     | 約39      | 283.8           | (県)合流地点より32.27km | ○   | ○   | [ 1 ] [ 7 ] [ 4 ] [ 8 ]             |
| ├      | 今泉川   | 今泉川   | 今泉川   | いまいずみがわ | 約14      | 30              | (県)合流地点より6.00km  | ○   | ○   | [ 1 ] [ 7 ] [ 4 ] [ 8 ]             |
| ├      | 昆布掛川 | 昆布掛川 | 昆布掛川 | こんぶかけがわ |           |                 | (県)合流地点より1.20km  |     |     | [ 1 ] [ 7 ] [ 8 ]                   |
| ├      | 鳥谷川   | 鳥谷川   | 鳥谷川   | とりやがわ     | 約16      | 129.6           | (県)合流地点より15.71km | ○   | ○   | [ 1 ] [ 7 ] [ 4 ] [ 8 ]             |
| ├      | 石川     | 石川     | 石川     |                |           |                 |                         | ○   |     | [ 3 ]                               |
| ├      | 三本川   | 三本川   | 三本川   |                |           |                 |                         | ○   |     | [ 3 ]                               |
| │      | └        | 西川     | 西川     |                |           |                 |                         | ○   |     | [ 3 ]                               |
| └      | 馬鹿川   | 馬鹿川   | 馬鹿川   |                |           |                 |                         | ○   |     | [ 3 ]                               |

十三湖（じゅうさんこ）は岩木川の河口部の汽水湖である。かつては津軽平野のほぼ全域が海とつながる水域（古十三湖）だったが、縄文海進以後、徐々に陸地となり、最後に残ったのが十三湖である。「前潟」「東潟」などの異称もある。古代から中世にかけては十三湊と呼ばれる東北地方の主要港があった。一帯は1340年（興国元年）の津波で一度は壊滅したが、安東氏や津軽氏によって再興された。海とつながる河口部を水戸口と称するが、冬の季節風で毎年閉塞してしまい、これが十三湊の近代化の妨げとなった。
十三湖には津軽山地の北部（中山山地）などから発する支流が注ぐほか、岩木川が十三湖に注ぐ際に形成する三角州による分流が何筋も形成されており、石川、三本川、西川などがこれにあたる。冬に水戸口が閉じると、岩木川から注ぎこむ水によって十三湖の水位があがって氾濫し、周辺の発展を阻害してきた。このため排水路としていくつもの人工河川が築かれており、その一つが馬鹿川である。これはもともと十三湖への排水路として築かれたものだが、十三湖が増水するとかえってこの排水路から湖水が逆流してくることから馬鹿川と呼ばれるようになったものである。これらの川は、岩木川の河道改修の結果、いずれもいまは岩木川に直接接続されてはいない。このほか干拓によって「内潟」「大沼萢」などの周辺の低湿地・湖沼地帯も水田にかわり、湖そのものの水域も狭まっている。

### せばと川
| 川名     | 川名     | 川名     | 川名     | よみ           | 長さ (km) | 流域 面積 (km2) | （管理区間）           | 2.5 | 5.0 | 出典                 |
| せばと川 | せばと川 | せばと川 | せばと川 | せばとがわ     |           |                 | (県)合流地点より2.50km |     |     | [ 1 ] [ 7 ] [ 8 ]    |
| └        | 前潟     | 前潟     | 前潟     | まえがた       |           |                 |                        | ○   |     | [ 10 ] [ 11 ] [ 12 ] |
|          | └        | 後潟     | 後潟     |                |           |                 |                        | ○   |     |                      |
|          |          | └        | 明神沼   | みょうじんぬま |           |                 |                        | ○   | ○   | [ 10 ]               |

せばと川は十三湖の河口に近接し、七里長浜に沿って南北に連なる沼沢の総称である。3つの沼は細長い水路で繋がっていて、海に近いほど塩分濃度が高く、汽水湖の研究をするうえで学術的に貴重な水域とされている。一帯は津軽国定公園に指定されている。
十三湖はかつて、冬になるたびに西寄りの強い季節風の影響で、砂によって河口が閉塞していた。それに伴って河口（水戸口）も移動しており、せばと川の前潟、後潟、明神沼はその名残である。史料ではこれらの移動する河口を「狭門（せばと）水戸」「古水戸」などとも称している。いまの水戸口は1947年（昭和22年）に整備されて恒常的な河口となった。
前潟（まえがた）は面積22ha、幅100-200mで南北2.7kmの沼である。文政年間(1818-1830)の史料では前潟が川港として利用されていることが記されている。なお文久年間(1861-1864)には前潟に河口（本多水戸口）が開かれていて、この時期には十三湖を「後潟」と称し、現在の後潟は「内湖」と呼ばれていた。
明神沼（みょうじんぬま）は面積12ha、七里長浜に沿って長さは約1.5km、幅は100-200mの細長い沼である。かつては明神沼の南端が海へ開けていたとも考えられている。現在は明神沼や前潟ではワカサギの養殖などが行われている。

### 相内川
| 川名   | 川名                 | 川名                 | 川名                 | よみ                      | 長さ (km) | 流域 面積 (km2) | （管理区間）                     | 2.5 | 5.0 | 出典                                              |
| 相内川 | 相内川               | 相内川               | 相内川               | あいうちがわ              | 15.8      | 55.8            | (県)合流地点より8.95km           | ○   | ○   | [ 1 ] [ 7 ] [ 3 ] [ 14 ] [ 15 ] [ 8 ] [ 9 ]       |
| ├      | 山王川 （山王坊川 ） | 山王川 （山王坊川 ） | 山王川 （山王坊川 ） | さんのうがわ さんおうがわ |           |                 | (県)相内川への合流地点より2.70km | ○   |     | [ 1 ] [ 7 ] [ 3 ] [ 14 ] [ 15 ] [ 8 ] [ 8 ] [ 9 ] |
| │      | ├                    | 小水沢               | 小水沢               |                           |           |                 |                                  |     |     | [ 9 ]                                             |
| │      | └                    | 大水沢               | 大水沢               |                           |           |                 |                                  |     |     | [ 9 ]                                             |
| ├      | 桂川                 | 桂川                 | 桂川                 | かつらがわ                |           |                 | (県)相内川への合流地点より3.00km | ○   |     | [ 1 ] [ 7 ] [ 3 ] [ 14 ] [ 15 ] [ 9 ]             |
| │      | └                    | 四ツ滝沢             | 四ツ滝沢             |                           |           |                 |                                  | ○   | ○   | [ 9 ]                                             |
| │      |                      | └                    | 西沢                 |                           |           |                 |                                  |     |     | [ 9 ]                                             |
| ├      | 長根沢               | 長根沢               | 長根沢               | ながねさわがわ            |           |                 |                                  | ○   |     | [ 3 ] [ 8 ] [ 9 ]                                 |
| └      | 太田川               | 太田川               | 太田川               |                           |           |                 |                                  | ○   | ○   | [ 3 ] [ 9 ]                                       |
|        | ├                    | 大導寺沢             | 大導寺沢             |                           |           |                 |                                  |     |     | [ 9 ]                                             |
|        | ├                    | 与右衛門沢           | 与右衛門沢           |                           |           |                 |                                  |     |     | [ 9 ]                                             |
|        | └                    | 我老沢               | 我老沢               |                           |           |                 |                                  |     |     | [ 9 ]                                             |

中山山地の四つ滝山(669m)、木無岳(587m)に発した太田川が、長根沢と合流した地点から相内川と称し、十三湖の北岸に注ぐ。流域の相内地区はかつては「鮎内」と書き、相内川も「鮎内川」と表記していたと伝えられている。流域一帯には、平安後期に遡るという福島城をはじめ、かつて十三湊が栄えていた時代の史跡が数多く残されている。

### 山田川
| 川名       | 川名         | 川名         | 川名         | よみ                              | 長さ (km) | 流域 面積 (km2) | （管理区間）            | 2.5 | 5.0 | 出典                                          |
| 山田川     | 山田川       | 山田川       | 山田川       | やまだがわ                        | 約39      | 283.8           | (県)合流地点より32.27km | ○   | ○   | [ 1 ] [ 7 ] [ 3 ] [ 16 ] [ 17 ] [ 18 ] [ 8 ]  |
| │          |              |              |              |                                   |           |                 |                         |     |     |                                               |
| 田光沼     | 田光沼       | 田光沼       | 田光沼       | たっぴぬま                        |           |                 |                         | ○   | ○   | [ 1 ] [ 7 ] [ 3 ] [ 16 ] [ 19 ] [ 17 ] [ 18 ] |
| ├          | 古田川排水路 | 古田川排水路 | 古田川排水路 |                                   |           |                 |                         | ○   |     |                                               |
| ├          | 出精川       | 出精川       | 出精川       | しゅっせいがわ                    |           |                 |                         | ○   |     | [ 3 ] [ 8 ] [ 20 ]                            |
| │          | ├            | 出崎放水     | 出崎放水     |                                   |           |                 |                         | ○   |     | [ 3 ]                                         |
| │          | └            | 土淵堰       | 土淵堰       |                                   |           |                 |                         | ○   |     | [ 3 ]                                         |
| （山田川） | （山田川）   | （山田川）   | （山田川）   |                                   |           |                 |                         | ○   | ○   |                                               |
| ├          | 古田川       | 古田川       | 古田川       | ふるたがわ こでんがわ             |           |                 |                         | ○   |     | [ 7 ] [ 8 ]                                   |
| ├          | 中の川       | 中の川       | 中の川       | なかのかわ                        |           |                 |                         | ○   |     | [ 7 ] [ 8 ]                                   |
| │          | ├            | 中ノ川承水路 | 中ノ川承水路 |                                   |           |                 |                         | ○   |     |                                               |
| │          | ├            | 白狐川       | 白狐川       | はっこがわ                        |           |                 |                         |     |     | [ 8 ]                                         |
| │          | └            | 中ノ川       | 中ノ川       |                                   |           |                 |                         | ○   |     |                                               |
| ├          | 弓袋排水路   | 弓袋排水路   | 弓袋排水路   |                                   |           |                 |                         | ○   |     |                                               |
| ├          | 妙堂川排水路 | 妙堂川排水路 | 妙堂川排水路 |                                   |           |                 |                         | ○   |     |                                               |
| │          | ├            | 平野放水     | 平野放水     |                                   |           |                 |                         | ○   |     |                                               |
| │          | └            | 妙堂川       | 妙堂川       | みょうどうがわ                    |           |                 |                         | ○   |     | [ 7 ] [ 17 ] [ 8 ]                            |
| └          | 新山田川     | 新山田川     | 新山田川     |                                   |           |                 |                         | ○   |     | [ 3 ] [ 16 ]                                  |
|            | │            |              |              |                                   |           |                 |                         |     |     |                                               |
|            | 狄ヶ館溜池   | 狄ヶ館溜池   | 狄ヶ館溜池   | えぞがたてためいけ                |           |                 |                         | ○   | ○   | [ 7 ] [ 3 ] [ 16 ] [ 21 ] [ 17 ] [ 22 ]       |
|            | │            |              |              |                                   |           |                 |                         |     |     |                                               |
|            | 小戸六溜池   | 小戸六溜池   | 小戸六溜池   | こどろくためいけ ことろくためいけ |           |                 |                         | ○   |     | [ 7 ] [ 3 ] [ 17 ] [ 22 ] [ 23 ]              |
|            | │            |              |              |                                   |           |                 |                         |     |     |                                               |
|            | 新小戸六ダム | 新小戸六ダム | 新小戸六ダム | しんこどろくダム しんことろくダム |           |                 |                         | ○   | ○   | [ 7 ] [ 16 ] [ 22 ] [ 24 ]                    |
|            | ├            | 飛子川       | 飛子川       |                                   |           |                 |                         |     |     | [ 3 ]                                         |
|            | └            | 長前川       | 長前川       |                                   |           |                 |                         | ○   | ○   | [ 3 ] [ 17 ]                                  |

山田川（やまだがわ）は岩木山の北麓に発する支流で、岩木川の左岸の支流としては最大のものである。源流は岩木山の北側の山腹にある扇ヶ丘（三等三角点「赤倉」。標高1249.48m）というピークで、ここから発した渓流が「長前川」として丘陵地を北流する。つがる市に入ると丘陵地の先端に作られた新小戸六ダム、小戸六溜池、狄ヶ館溜池を経て津軽平野の水郷地帯へ入る。
その後は、古山田川・新山田川・妙堂川といった水路となって、水田に張り巡らされた用水路や七里長浜の丘陵（屛風山砂丘）に設けられた溜池を集めながら北上する。これらの主な水路が合流すると「山田川」となる。山田川はかつて津軽平野一帯が水域だった頃の名残である田光沼（たっぴぬま）を経て十三湖へ注ぐ。これらの水路は、現在は農業用水路としての機能を果たしているが、かつては水運路として活用されていた。
狄ヶ館溜池（えぞがたてためいけ）は寛文12年（1672ないし1673年）に築堤された溜池である。岩木山の山麓斜面を高さ5m、長さ540mの堤でせき止めて作られており、87万m3の貯水能力をもつ。上流側に小戸六溜池、新小戸六ダムが作られているほか、キン堤溜池、館の沢溜池などを伴っている。
小戸六溜池（ことろく-、こどろく-）は高さ5m、長さ160mの堤で、87万m3の貯水能力をもつ。建造時期は不詳だが、かつては雪融けの度に崩れていたとされ、明治4年（1871ないし1872年）に補修が行われたとされていることから、それよりは古くにさかのぼると考えられている。
新小戸六ダム（しんことろく-、しんこどろく-）は1966年（昭和41年）に建設されたアースダムである。堤高21.82m、堤頂長293.98mで、有効貯水量は165万m3。洪水調節のほか、灌漑、上水道に利用されている。
支流の出精川（しゅっせいがわ）は人工河川である。もとは岩木川上流の上岩本橋付近から取水した用水路で、土淵堰として岩木川の左岸を並走している。土淵堰は、後長根川、旧大蜂川、大蜂川、新和川など岩木川左岸の支流を横切り、下流で出精川と名を変えている。古田川、中の川（中ノ川・中ノ川承水路）は、いずれも土淵堰に分合流する農業用水路である。かつては「出瀬川」と言ったが、明治時代に流域に出精村が誕生すると「出精川」と称するようになった。
縄文時代には津軽平野一帯が海と繋がっていたと考えられている。その水域の辺縁部にあたる山田川の一帯は低湿地・泥炭地のために水はけが劣悪で、近世以降に開拓されて水田となった後も、腰や胸まで水に浸かって農作業をするような悪田だった。これらは「腰切田」「乳切田」と呼ばれていたが、昭和期に多くの排水路が拓かれて大きく改善されて効率的な農作業が可能となり、青森県を代表する穀倉地帯となった。

### 今泉川
| 川名   | 川名   | 川名   | 川名   | よみ           | 長さ (km) | 流域 面積 (km2) | （管理区間）           | 2.5 | 5.0 | 出典                                  |
| 今泉川 | 今泉川 | 今泉川 | 今泉川 | いまいずみがわ | 約14      | 30              | (県)合流地点より6.00km | ○   | ○   | [ 1 ] [ 7 ] [ 3 ] [ 25 ] [ 26 ] [ 9 ] |
| ├      | 切明沢 | 切明沢 | 切明沢 |                |           |                 |                        | ○   |     | [ 3 ] [ 25 ] [ 26 ]                   |
| ├      | 湯ノ沢 | 湯ノ沢 | 湯ノ沢 |                |           |                 |                        | ○   |     | [ 3 ] [ 26 ] [ 9 ]                    |
| ├      | ササ沢 | ササ沢 | ササ沢 |                |           |                 |                        | ○   |     |                                       |
| ├      | 鍋越沢 | 鍋越沢 | 鍋越沢 |                |           |                 |                        | ○   |     | [ 3 ] [ 25 ] [ 26 ] [ 9 ]             |
| │      | └      | 鳥足沢 | 鳥足沢 |                |           |                 |                        | ○   |     |                                       |
| ├      | 柏木沢 | 柏木沢 | 柏木沢 |                |           |                 |                        | ○   |     | [ 3 ] [ 26 ]                          |
| └      | 早池沢 | 早池沢 | 早池沢 |                |           |                 |                        | ○   |     | [ 3 ]                                 |

今泉川（いまいずみがわ）は中山山地の品岳(446m)の西に発して南流する。鍋腰沢との合流地点で南西に向きを変えて十三湖に北東から注ぐ。
鍋越沢の谷筋は東へ真っすぐ伸びて津軽山地北部（中山山地南部）を横断し、峠を越えて陸奥湾に面した蟹田方面へ通じており、古くから津軽半島北部の東西交通路として使われてきた。現在はこの谷に沿って県道12号（通称やまなみライン）が通じている。

### 鳥谷川
| 川名   | 川名                 | 川名                 | 川名                 | 川名                 | 川名                 | よみ                      | 長さ (km) | 流域面積 (km2) | （管理区間）                     | 2.5 | 5.0 | 出典                                           |
| 鳥谷川 | 鳥谷川               | 鳥谷川               | 鳥谷川               | 鳥谷川               | 鳥谷川               | とりやがわ とやがわ       | 15.7      | 129.6          | (県)合流地点より15.71km          | ○   | ○   | [ 1 ] [ 7 ] [ 3 ] [ 27 ] [ 28 ] [ 9 ]          |
| ├      | 薄市川               | 薄市川               | 薄市川               | 薄市川               | 薄市川               | うすいちがわ              | 14.5      | 29.9           | (県)鳥谷川への合流地点より4.50km | ○   |     | [ 1 ] [ 7 ] [ 3 ] [ 29 ] [ 28 ] [ 30 ] [ 9 ]   |
| │      | ├                    | 田ノ沢               | 田ノ沢               | 田ノ沢               | 田ノ沢               |                           |           |                |                                  | ○   |     | [ 3 ] [ 29 ] [ 30 ] [ 9 ]                      |
| │      | ├                    | 倉ノ沢               | 倉ノ沢               | 倉ノ沢               | 倉ノ沢               |                           |           |                |                                  | ○   |     |                                                |
| │      | │                    | └                    | 中ノ股沢             | 中ノ股沢             | 中ノ股沢             |                           |           |                |                                  | ○   |     | [ 3 ] [ 29 ] [ 9 ]                             |
| │      | ├                    | 母沢                 | 母沢                 | 母沢                 | 母沢                 |                           |           |                |                                  | ○   |     | [ 3 ] [ 30 ]                                   |
| │      | ├                    | 相ノ股沢             | 相ノ股沢             | 相ノ股沢             | 相ノ股沢             |                           |           |                |                                  | ○   |     | [ 3 ] [ 29 ] [ 30 ] [ 9 ]                      |
| │      | ├                    | 伊左衛門沢           | 伊左衛門沢           | 伊左衛門沢           | 伊左衛門沢           |                           |           |                |                                  |     |     | [ 9 ]                                          |
| │      | └                    | 間左衛門沢           | 間左衛門沢           | 間左衛門沢           | 間左衛門沢           |                           |           |                |                                  |     |     | [ 9 ]                                          |
| └      | 内潟 （※現存しない） | 内潟 （※現存しない） | 内潟 （※現存しない） | 内潟 （※現存しない） | 内潟 （※現存しない） |                           |           |                |                                  |     |     | [ 9 ]                                          |
|        | ├                    | 尾別川               | 尾別川               | 尾別川               | 尾別川               | おべつがわ おっぺつがわ   |           |                | (県)鳥谷川への合流地点より4.70km | ○   |     | [ 1 ] [ 7 ] [ 3 ] [ 27 ] [ 28 ] [ 9 ]          |
|        | │                    | ├                    | 猪ヶ沢               | 猪ヶ沢               | 猪ヶ沢               |                           |           |                |                                  | ○   |     |                                                |
|        | │                    | ├                    | 馬坂沢               | 馬坂沢               | 馬坂沢               |                           |           |                |                                  | ○   |     |                                                |
|        | │                    | ├                    | シカ沢               | シカ沢               | シカ沢               |                           |           |                |                                  |     |     | [ 9 ]                                          |
|        | │                    | ├                    | 大シラ沢             | 大シラ沢             | 大シラ沢             |                           |           |                |                                  |     |     | [ 9 ]                                          |
|        | │                    | ├                    | 高坂沢               | 高坂沢               | 高坂沢               |                           |           |                |                                  |     |     | [ 9 ]                                          |
|        | │                    | ├                    | 長根沢               | 長根沢               | 長根沢               |                           |           |                |                                  |     |     | [ 9 ]                                          |
|        | │                    | └                    | 太郎左衛門沢         | 太郎左衛門沢         | 太郎左衛門沢         |                           |           |                |                                  |     |     | [ 9 ]                                          |
|        | ├                    | 宮野沢川             | 宮野沢川             | 宮野沢川             | 宮野沢川             | みやのさわがわ            |           |                | (県)鳥谷川への合流地点より6.50km | ○   |     | [ 1 ] [ 7 ] [ 3 ] [ 27 ] [ 28 ] [ 9 ]          |
|        | ｜                   | ├                    | 中里川               | 中里川               | 中里川               | なかざとがわ なかさとがわ | 10.5      | 9.4            | (県)鳥谷川への合流地点より6.00km | ○   |     | [ 1 ] [ 7 ] [ 3 ] [ 28 ] [ 31 ] [ 9 ] [ 注 3 ] |
|        | │                    | ｜                   | ├                    | 岩谷川 （岩道川）    | 岩谷川 （岩道川）    | いわやがわ                |           |                | (県)中里川への合流地点より1.00km |     |     | [ 1 ] [ 7 ] [ 9 ]                              |
|        | │                    | ｜                   | │                    | ├クウ沢              | ├クウ沢              |                           |           |                |                                  |     |     | [ 9 ]                                          |
|        | │                    | ｜                   | │                    | ├善四郎沢            | ├善四郎沢            |                           |           |                |                                  |     |     | [ 9 ]                                          |
|        | │                    | ｜                   | │                    | ├滝ヶ沢              | ├滝ヶ沢              |                           |           |                |                                  |     |     | [ 9 ]                                          |
|        | │                    | ｜                   | │                    | ├ムロ沢              | ├ムロ沢              |                           |           |                |                                  |     |     | [ 9 ]                                          |
|        | │                    | ｜                   | │                    | └岩谷沢              | └岩谷沢              |                           |           |                |                                  |     |     | [ 9 ]                                          |
|        | │                    | ｜                   | ├                    | 滝ノ沢               | 滝ノ沢               |                           |           |                |                                  | ○   |     |                                                |
|        | │                    | ｜                   | └                    | 臼ヶ沢               | 臼ヶ沢               |                           |           |                |                                  |     |     | [ 9 ]                                          |
|        | │                    | ├                    | 苗代沢               | 苗代沢               | 苗代沢               |                           |           |                |                                  | ○   |     | [ 9 ]                                          |
|        | │                    | ├                    | 母沢                 | 母沢                 | 母沢                 |                           |           |                |                                  | ○   |     |                                                |
|        | │                    | │                    | ├                    | 衛門四郎沢           | 衛門四郎沢           |                           |           |                |                                  | ○   |     | [ 9 ]                                          |
|        | │                    | │                    | └                    | 平滝沢               | 平滝沢               |                           |           |                |                                  |     |     | [ 9 ]                                          |
|        | │                    | └                    | 深沢                 | 深沢                 | 深沢                 |                           |           |                |                                  |     |     | [ 9 ]                                          |
|        | │                    |                      | ├                    | 喜兵衛沢             | 喜兵衛沢             |                           |           |                |                                  |     |     | [ 9 ]                                          |
|        | │                    |                      | ├                    | ヘヒケ沢             | ヘヒケ沢             |                           |           |                |                                  |     |     | [ 9 ]                                          |
|        | │                    |                      | ├                    | 大石沢               | 大石沢               |                           |           |                |                                  | ○   |     | [ 9 ]                                          |
|        | │                    |                      | └                    | 雨池沢               | 雨池沢               |                           |           |                |                                  |     |     | [ 9 ]                                          |
|        | ├                    | 新河                 | 新河                 | 新河                 | 新河                 |                           |           |                |                                  | ○   |     |                                                |
|        | │                    | └                    | 新川                 | 新川                 | 新川                 |                           |           |                |                                  | ○   |     |                                                |
|        | 藤枝溜池             | 藤枝溜池             | 藤枝溜池             | 藤枝溜池             | 藤枝溜池             |                           |           |                |                                  | ○   | ○   | [ 3 ] [ 32 ]                                   |

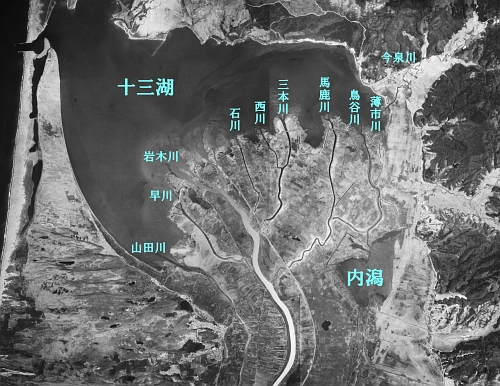
1948年の十三湖南岸と内潟周辺

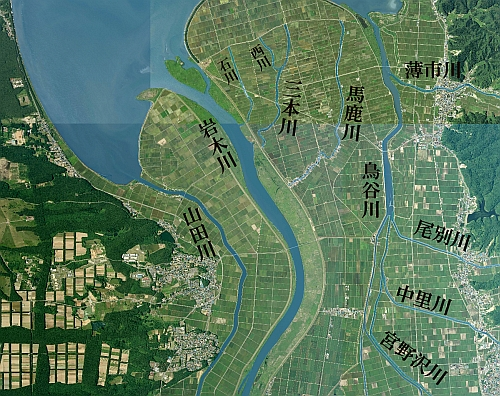
2014年の十三湖南岸の航空写真

津軽半島中央部を南北に走る山々を津軽山地といい、その中部の西の裾野には標高80m程度の丘陵地（金木台地）がある。鳥谷川（とりやがわ）の源は金木台地の東ヶ丘にあり、上流部では「才ノ上川」とも呼ばれている。このほか、鳥谷川の各支流は津軽山地の袴腰岳(627.8m)、玉清水岳(478.9m)、横岳(422.7m)、大倉岳(677m)からまっすぐ金木台地へ下っている。金木台地の辺縁部では津軽平野に接して数多くの溜池が作られており、一帯は芦野池沼群県立自然公園となっている。
これらの池沼群のうち、主流の鳥谷川は東ヶ丘に発したあとすぐに藤枝溜池（ふじえだためいけ）に入る。この溜池は元禄年間(1688-1704)の新田開発に伴って造営されたもので、高さ8.6m、長さ425mの堤で228万m3あまりの水を支えている。いまは隣を流れる小田川の上流・小田川ダムや金木川からも導水し、安定的な水の供給を図っている。
溜池を出た川は中泊町の水郷地帯を北流し、津軽山地の山々から西に下ってきた宮野沢川、尾別川などの支流を集める。これら支流が集まる一帯は、以前は岩木川の右岸から十三湖にかけて連なる湿地帯となっていて、「内潟」「内潟沼」と呼ばれる池があった。鳥谷川は内潟を経て十三湖に注ぎ、薄市川は単独で十三湖に注いでいた。この一帯は、冬に十三湖の河口が閉塞するたびに水が逆流して氾濫し、年に何度も水害を受ける地域だった。これが1948年（昭和23年）以降の干拓事業によって現在のような農地となり、各河川の川筋が今のように定められた。この結果、薄市川は鳥谷川に注ぐようになった。
薄市川はもっとも十三湖に近く、干拓・新田開発事業の先鞭がつけられた場所である。19世紀初頭から20世紀後半までに水田面積は5倍あまりにも拡大し、集落を通っていた国道339号もバイパス化（薄市バイパス）された。また、支流の田ノ沢は紫水晶の産地として知られている。

## 十三湖から上岩木橋まで
| 川名   | 川名     | 川名     | 川名     | よみ                  | 長さ (km) | 流域 面積 (km2) | （管理区間）                                         | 2.5 | 5.0 | 出典              |
| 岩木川 | 岩木川   | 岩木川   | 岩木川   | いわきがわ            |           |                 | (国)（全区間）                                       | ○   | ○   | [ 1 ] [ 7 ]       |
| ├      | 旧十川   | 旧十川   | 旧十川   | きゅうとがわ          | 17        | 240             | (県)合流地点より16.80km                              | ○   | ○   | [ 1 ] [ 7 ]       |
| ├      | 十川     | 十川     | 十川     | とがわ                | 31        | 300             | (県)合流地点より29.42km                              | ○   | ○   | [ 1 ] [ 7 ]       |
| ├      | 新和川   | 新和川   | 新和川   | にいわがわ にいながわ |           |                 | (県)合流地点より3.20km                               |     |     | [ 1 ] [ 7 ]       |
| ├      | 旧大蜂川 | 旧大蜂川 | 旧大蜂川 | きゅうだいばちがわ    |           |                 | (国)合流地点より1.85km (県)合流地点より7.15km        | ○   |     | [ 2 ] [ 1 ] [ 7 ] |
| ├      | 大蜂川   | 大蜂川   | 大蜂川   | だいばちがわ          |           |                 | (県)合流地点より7.70km                               | ○   | ○   | [ 2 ] [ 1 ] [ 7 ] |
| ├      | 平川     | 平川     | 平川     | ひらかわ              | 42        | 827.2           | (国)合流地点より5.90km (県)JR奥羽本線橋梁より30.96km | ○   | ○   | [ 2 ] [ 1 ]       |
| ├      | 後長根川 | 後長根川 | 後長根川 | うしろながねがわ      | 約17      | 約44            | (県)合流地点より9.9km                                | ○   |     | [ 1 ]             |
| ├      | 新土淵川 | 新土淵川 | 新土淵川 | しんつちぶちがわ      | 3.15      |                 | (県)3.15km（全区間）                                 | ○   |     | [ 1 ]             |

津軽平野はかつては海の一部であり、海岸線が後退して十三湖が潟湖となったあとも、中世まで津軽平野の北部は広大な湿地帯だった。いまは十三湖に注いでいる鳥谷川や旧十川・十川の流域も同様であり、いまの姿は近世以降の干拓や河道改修によるものである。この一帯は極端に勾配が小さい上に、下流の十三湖の河口が冬季には閉塞してしまうため、山から下りてきた川が平地に出ると容易に氾濫する。本州最北部にあるこの地方では梅雨の影響は小さいが、春の雪解け期や夏の大雨で毎年のように洪水被害を出してきた。各河川には自然堤防が形成されているものの、川床は平地より高い天井川となっており、各支流の上流域には治水と灌漑、水田の排水のためにダムや溜池が多数建設されている。

### 新和川
| 川名   | 川名     | 川名     | 川名     | よみ                  | 長さ (km) | 流域 面積 (km2) | （管理区間）                     | 2.5 | 5.0 | 出典        |
| 新和川 | 新和川   | 新和川   | 新和川   | にいわがわ にいながわ |           |                 | (県)合流地点より3.20km           |     |     | [ 1 ] [ 7 ] |
| └      | 宇田野川 | 宇田野川 | 宇田野川 | うたのがわ            |           |                 | (県)新和川への合流地点より1.08km |     |     | [ 1 ] [ 7 ] |

新和川はかつての大蜂川の旧流に相当する。1968年（昭和43年）に大蜂川に新放水路が開削されて、その新放水路が「大蜂川」となり、旧流路は「旧大蜂川」となった。さらに1984年（昭和59年）に旧大蜂川に新たな放水路が建設され、その新放水路が「旧大蜂川」となり、下流側の旧流路を「新和川」と改称した。上流側では砂沢溜池の排水路と土淵堰が交差している。

### 旧大蜂川
| 川名     | 川名     | 川名     | 川名     | よみ               | 長さ (km) | 流域 面積 (km2) | （管理区間）                                  | 2.5 | 5.0 | 出典                    |
| 旧大蜂川 | 旧大蜂川 | 旧大蜂川 | 旧大蜂川 | きゅうだいばちがわ |           |                 | (国)合流地点より1.85km (県)合流地点より7.15km | ○   |     | [ 2 ] [ 1 ] [ 7 ] [ 3 ] |
| ├        | 大石川   | 大石川   | 大石川   | おおいしがわ       |           |                 | (県)旧大蜂川への合流地点より2.19km            | ○   |     | [ 1 ] [ 7 ] [ 3 ]       |
| │        | └        | 赤倉沢   | 赤倉沢   |                    |           |                 |                                               |     |     | [ 3 ]                   |
| └        | 前萢川   | 前萢川   | 前萢川   | まえやちがわ       |           |                 | (県)旧大蜂川への合流地点より6.10km            | ○   |     | [ 1 ] [ 7 ] [ 3 ]       |

旧大蜂川（きゅうだいばちがわ）は、大蜂川の旧流路にあたる。大蜂川は岩木山を下りてきた多くの支流が合わさるために氾濫が多く、1968年（昭和43年）に岩木川への放水路が作られてこれを大蜂川本流とするようになった。これ以来、かつての大蜂川の下流を旧大蜂川と称するようになった。さらに1984年（昭和59年）に旧大蜂川の下流にも岩木川への放水路が新設され、その放水路を旧大蜂川、古い流路を新和川と称するようになった。

### 大蜂川
| 川名   | 川名   | 川名   | 川名   | よみ         | 長さ (km) | 流域 面積 (km2) | （管理区間）                     | 2.5 | 5.0 | 出典              |
| 大蜂川 | 大蜂川 | 大蜂川 | 大蜂川 | だいばちがわ |           |                 | (県)合流地点より7.70km           | ○   | ○   | [ 1 ] [ 7 ] [ 3 ] |
| ├      | 多沢川 | 多沢川 | 多沢川 | たざわがわ   |           |                 | (県)大蜂川への合流地点より3.00km | ○   |     | [ 1 ] [ 7 ] [ 3 ] |
| └      | 鶏川   | 鶏川   | 鶏川   | にわとりがわ |           |                 | (県)大蜂川への合流地点より2.10km | ○   |     | [ 1 ] [ 7 ] [ 3 ] |
|        | └      | 血洗川 | 血洗川 |              |           |                 |                                  | ○   |     | [ 3 ]             |

大蜂川（だいばちがわ）は岩木川の東の山腹に発する。血洗川と鶏川の合流後を大蜂川といい、多沢川をあわせて北東へ流れる。かつては、岩木川の近くで北へ向きを変え、岩木川と並行して流れて左岸の支流を集めていた。岩木川を下って平坦地に入ったところで多くの支流が合流するため、春は雪融け水で溢れ、雨が続くと岩木川から水が逆流して溢れるような川だった。
1968年（昭和43年）大蜂川の中流から直接岩木川へ注ぐ放水路が完成し、これ以降、この放水路（新大蜂川）を大蜂川の本流とし、旧流路を旧大蜂川とするようになった。旧大蜂川の下流ではさらに1984年（昭和59年）に岩木川への放水路が完成し、その放水路を旧大蜂川、古い流路を新和川と称するようになった。

### 後長根川
| 川名     | 川名     | 川名     | 川名     | よみ                    | 長さ (km) | 流域 面積 (km2) | （管理区間）                  | 2.5 | 5.0 | 出典                     |
| 後長根川 | 後長根川 | 後長根川 | 後長根川 | うしろながねがわ        | 約17      | 約44            | (県)岩木川合流点の上流12.40km | ○   |     | [ 1 ] [ 7 ] [ 3 ] [ 34 ] |
| ├        | 土堂川   | 土堂川   | 土堂川   | どどうがわ つちどうがわ |           |                 |                               |     |     | [ 7 ]                    |
| ├        | 早川     | 早川     | 早川     | はやかわ                |           |                 |                               | ○   |     | [ 7 ]                    |
| ├        | 浅井川   | 浅井川   | 浅井川   |                         |           |                 |                               |     |     | [ 3 ]                    |
| ├        | 羽黒川   | 羽黒川   | 羽黒川   | はぐろがわ              |           |                 |                               |     |     | [ 7 ]                    |
| ├        | さだご川 | さだご川 | さだご川 | さだごがわ              |           |                 |                               |     |     | [ 8 ]                    |
| └        | 後長根沢 | 後長根沢 | 後長根沢 |                         |           |                 |                               | ○   |     |                          |

後長根川（うしろながねがわ）は岩木山の南東斜面、標高900m付近に発し、岩木山火山を大きく浸食する。岩木山の裾野を周回する県道30号が標高150m付近を走っており、この橋より下流を後長根川と称する。さらにいくつかの沢を集めて荒神山(105.8m)の西で丘陵地を開析し、小さな谷底平野を成している。荒神山の麓で扇状地を作り、津軽平野の一部となっている。この扇状地の付け根には、中世に津軽氏のこの地方における本拠になっていた大浦城が築かれている。その後は弘前市北西部の農業地帯を流れて多くの用水が合流し、岩木川へ注いでいる。
後流川（うしろながれがわ）と称する場合もある。

## 上岩木橋から源流まで
| 川名   | 川名                | 川名                | 川名                | 川名                | よみ              | 長さ (km) | 流域 面積 (km2) | （管理区間）                                            | 2.5 | 5.0 | 出典                     |
| 岩木川 | 岩木川              | 岩木川              | 岩木川              | 岩木川              | いわきがわ        | 38.01     |                 | (県)38.01km（全区間）                                   | ○   | ○   | [ 1 ] [ 35 ] [ 3 ]       |
| ├      | 栩内川              | 栩内川              | 栩内川              | 栩内川              | とちないがわ      |           |                 | (県)合流地点より3.0km                                   | ○   |     | [ 1 ] [ 35 ] [ 3 ]       |
| ├      | 相馬川              | 相馬川              | 相馬川              | 相馬川              | そうまがわ        | 14.7      | 84.0            | (県)合流地点より9.9km                                   | ○   | ○   | [ 1 ] [ 35 ] [ 3 ]       |
| ├      | 蔵助沢川            | 蔵助沢川            | 蔵助沢川            | 蔵助沢川            | くらすけさわがわ  |           |                 | (県)合流地点より5.0km                                   | ○   |     | [ 1 ] [ 35 ]             |
| ├      | 大秋川              | 大秋川              | 大秋川              | 大秋川              | だいあきがわ      | 18.0      | 58.3            | (県)合流地点より15.0km                                  | ○   | ○   | [ 1 ] [ 35 ] [ 3 ]       |
| ├      | 郷坂沢川            | 郷坂沢川            | 郷坂沢川            | 郷坂沢川            |                   |           |                 |                                                         | ○   |     |                          |
| ├      | 平沢川              | 平沢川              | 平沢川              | 平沢川              | ひらさわがわ      |           |                 | (県)合流地点より2.0km                                   | ○   |     | [ 1 ] [ 35 ]             |
| ├      | 馬ノ背川            | 馬ノ背川            | 馬ノ背川            | 馬ノ背川            | うまのせがわ      |           |                 |                                                         | ○   |     | [ 8 ]                    |
| ├      | 藤川                | 藤川                | 藤川                | 藤川                | ふじかわ          |           |                 |                                                         |     |     | [ 8 ]                    |
| ├      | 居森平沢            | 居森平沢            | 居森平沢            | 居森平沢            | いもりたいざわ    |           |                 |                                                         |     |     | [ 8 ]                    |
| └      | 津軽ダム 津軽白神湖 | 津軽ダム 津軽白神湖 | 津軽ダム 津軽白神湖 | 津軽ダム 津軽白神湖 |                   |           |                 |                                                         |     |     |                          |
|        | └                   | 目屋ダム 美山湖     | 目屋ダム 美山湖     | 目屋ダム 美山湖     | めやだむ みやまこ |           |                 |                                                         | ○   | ○   | [ 3 ]                    |
|        |                     | ├                   | 湯ノ沢川            | 湯ノ沢川            | ゆのさわがわ      | 13.1      | 40.4            | (国)岩木川合流点の上流3.40km (県)国管理区間の上流7.20km | ○   | ○   | [ 2 ] [ 1 ] [ 35 ] [ 3 ] |
|        |                     | ├                   | 大沢川              | 大沢川              | おおさわがわ      |           |                 | (国)岩木川合流点の上流2.50km                            | ○   | ○   | [ 2 ] [ 1 ] [ 3 ]        |
|        |                     | ├                   | 甲沢                | 甲沢                |                   |           |                 |                                                         | ○   |     |                          |
|        |                     | │                   |                     |                     |                   |           |                 |                                                         | ○   |     |                          |
|        |                     | 岩木川              |                     |                     |                   |           |                 |                                                         |     |     |                          |
|        |                     | ├                   | 大川                | 大川                | おおかわ          |           |                 | (国)暗門川との合流点の上流2.49km                        | ○   | ○   | [ 2 ] [ 1 ] [ 3 ]        |
|        |                     | └                   | 暗門川              | 暗門川              | あんもんがわ      |           |                 | (国)大川合流点の上流2.30km                              | ○   | ○   | [ 2 ] [ 1 ] [ 3 ]        |

岩木川の源流は白神山地の雁森岳に発する大川とされている。大川と暗門川の合流地点より下流を「岩木川」と称する。
- 大川が「岩木川」となってまもなく、目屋ダムによって生成されている「美山湖」（人造湖）となる。美山湖には甲沢、大沢川、湯ノ沢川などが流入している。[3][37]

岩木川が西目屋村の中心部に出る手前には乳穂ヶ滝という落差30mほどの滝がある。冬になると氷結して氷の柱となり、毎年正月にはその形でその年の農作物の出来不出来を占う神事が行われる。

### 栩内川
| 川名   | 川名   | 川名   | 川名   | よみ         | 長さ (km) | 流域 面積 (km2) | （管理区間）                | 2.5 | 5.0 | 出典         |
| 栩内川 | 栩内川 | 栩内川 | 栩内川 | とちないがわ |           |                 | (県)岩木川合流点の上流3.0km | ○   | ○   | [ 1 ] [ 35 ] |
| └      | 滝沢   | 滝沢   | 滝沢   |              |           |                 |                             | ○   |     |              |
|        | └      | 金ヶ沢 | 金ヶ沢 |              |           |                 |                             | ○   |     |              |

栩内川（とちないがわ）は久渡寺山(662m)の南に発し、寒汐山(556m)、棺森(588m)の東を北流する。さらに立構山(365m)、大森(275m)のあいだを流れ、谷が開けると岩木川に注ぐ。この合流点に架かる上岩木橋は、岩木川本流における国（国土交通省）と青森県の管理区域の境界になっている。

### 相馬川
| 川名   | 川名     | 川名     | 川名     | よみ           | 長さ (km) | 流域 面積 (km2) | （管理区間）                 | 2.5 | 5.0 | 出典                             |
| 相馬川 | 相馬川   | 相馬川   | 相馬川   | そうまがわ     | 14.7      | 84.0            | (県)岩木川合流点の上流9.9km  | ○   | ○   | [ 1 ] [ 35 ] [ 3 ] [ 38 ] [ 39 ] |
| ├      | 野沢川   | 野沢川   | 野沢川   | のざわがわ     |           |                 |                              |     |     | [ 8 ]                            |
| ├      | 派立川   | 派立川   | 派立川   | はだちがわ     |           |                 |                              |     |     | [ 8 ]                            |
| ├      | 水木川   | 水木川   | 水木川   | みずきがわ     |           |                 |                              |     |     | [ 8 ]                            |
| ├      | 坂市川   | 坂市川   | 坂市川   | さかいちがわ   |           |                 |                              | ○   |     | [ 8 ]                            |
| │      | └        | 坂市沢   | 坂市沢   |                |           |                 |                              | ○   |     |                                  |
| ├      | 作沢川   | 作沢川   | 作沢川   | さくさわがわ   |           |                 | (県)相馬川合流点の上流10.7km | ○   | ○   | [ 1 ] [ 35 ] [ 3 ] [ 39 ]        |
| │      | ├        | 山田沢   | 山田沢   | やまだざわ     |           |                 |                              |     |     | [ 8 ]                            |
| │      | ├        | 石倉沢   | 石倉沢   |                |           |                 |                              | ○   |     |                                  |
| │      | ├        | 箆九枚沢 | 箆九枚沢 | へらくまいさわ |           |                 |                              | ○   |     |                                  |
| │      | ├        | 葚沢     | 葚沢     | しもみさわ     |           |                 |                              | ○   |     |                                  |
| │      | ├        | 鉢呑沢   | 鉢呑沢   |                |           |                 |                              | ○   |     |                                  |
| │      | └        | 相馬ダム | 相馬ダム |                |           |                 |                              | ○   | ○   |                                  |
| │      |          | └        | 藤倉川   |                |           |                 |                              | ○   |     |                                  |
| ├      | 淋代川   | 淋代川   | 淋代川   | さびしろがわ   |           |                 |                              |     |     | [ 8 ]                            |
| │      | └        | 野脇川   | 野脇川   | のわきがわ     |           |                 |                              |     |     | [ 8 ]                            |
| ├      | 鴫ヶ沢川 | 鴫ヶ沢川 | 鴫ヶ沢川 | しぎがさわがわ |           |                 | (県)相馬川合流点の上流1.8km  | ○   |     | [ 1 ] [ 35 ] [ 39 ]              |
| ├      | 小藍内川 | 小藍内川 | 小藍内川 | こあいないがわ |           |                 |                              |     |     | [ 8 ]                            |
| ├      | 滝ノ沢   | 滝ノ沢   | 滝ノ沢   |                |           |                 |                              | ○   |     |                                  |
| ├      | 東股川   | 東股川   | 東股川   |                |           |                 |                              | ○   |     |                                  |
| └      | 西股川   | 西股川   | 西股川   |                |           |                 |                              | ○   |     |                                  |

相馬川（そうまがわ）は岩木川の右支川である。目屋谷を流れてきた岩木川は、相馬川と合流すると谷が開け、そこから下流には扇状地が広がっている。この扇状地に弘前市の市街が形成されている。
相馬川本流の上流部を藍内川ともいい、青森県と秋田県の県境になっている堂九郎坊森(857m)や長慶森(942m)、長慶峠などから北へ流れる渓流を集めている。堂九郎坊森の西側からは作沢川が発しており、作沢川に設けられた相馬ダムを経て相馬川本流（藍内川）と合流する。この合流地点から下流を相馬川とする文献もある。とくに藍内川・作沢川合流後の流域には谷底平野が形成されていて、早くから稲作が行われていた。また、河岸段丘はリンゴ栽培に利用されており、青森県でも代表的なリンゴ産地（相馬村農業協同組合）のひとつになっている。この相馬川一帯はかつての相馬村に相当し、合流地点付近が村の中心部だった。
合流地点には鎌倉時代に持寄城が築かれており、鎌倉幕府滅亡の元弘の乱の末期には、幕府の残党が持寄城に落ち延びて最期の戦いが行われた（大光寺合戦参照）。この戦いで功をあげた奥州工藤氏の一族は、岩木川の源流域に相当する目屋地方（目屋谷）を領地として与えられた。また、長慶天皇にまつわる伝承も残されている。
作沢川の中流の沢田地区では赤い鉄石英（赤鉄鉱が熱水鉱脈で珪化したもの）を産し、これを「相馬赤玉」という。また、相馬川本流では接触変成岩であるホルンフェルスを「蒼黒石」といい、相馬赤玉とともに相馬川の名産品として珍重されている。

### 蔵助沢川
| 川名     | 川名     | 川名     | 川名     | よみ             | 長さ (km) | 流域 面積 (km2) | （管理区間）                | 2.5 | 5.0 | 出典         |
| 蔵助沢川 | 蔵助沢川 | 蔵助沢川 | 蔵助沢川 | くらすけさわがわ |           |                 | (県)岩木川合流点の上流5.0km | ○   |     | [ 1 ] [ 35 ] |
| ├        | 冷田川   | 冷田川   | 冷田川   | れいだがわ       |           |                 |                             |     |     | [ 8 ]        |
| └        | 寺沢     | 寺沢     | 寺沢     | てらさわ         |           |                 |                             |     |     | [ 8 ]        |

- 国土交通省資料では「蔵助沢川」、国土地理院地図では「蔵助川」の表記。

岩木山に発し、百沢地区を流れる。

### 大秋川
| 川名   | 川名        | 川名        | 川名        | よみ         | 長さ (km) | 流域 面積 (km2) | （管理区間）                 | 2.5 | 5.0 | 出典               |
| 大秋川 | 大秋川      | 大秋川      | 大秋川      | だいあきがわ | 18.0      | 58.3            | (県)岩木川合流点の上流15.0km | ○   | ○   | [ 1 ] [ 35 ] [ 3 ] |
| ├      | 平沢川      | 平沢川      | 平沢川      | ひらさわがわ |           |                 |                              | ○   |     | [ 1 ] [ 35 ]       |
| ├      | 毒蛇沢      | 毒蛇沢      | 毒蛇沢      |              |           |                 |                              |     |     | [ 3 ]              |
| ├      | 柴柄沢川    | 柴柄沢川    | 柴柄沢川    |              |           |                 |                              | ○   |     | [ 3 ]              |
| ├      | 湯ノ沢      | 湯ノ沢      | 湯ノ沢      | ゆのさわ     |           |                 |                              | ○   |     | [ 3 ]              |
| ├      | 白沢川 白沢 | 白沢川 白沢 | 白沢川 白沢 | しらさわ     |           |                 |                              | ○   |     | [ 40 ]             |
| └      | 黒沢        | 黒沢        | 黒沢        |              |           |                 |                              | ○   |     | [ 1 ]              |

大秋川（だいあきがわ、たいあきがわ）は美山湖の北、四兵衛森(641m)・桧森(510m)に発し、東へ流れる。これらの山域は成立年代から目屋丘陵として白神山地と区別する場合があり、大秋川はその境界になっている。中流にひらけた谷底平野には、鎌倉時代にさかのぼる史跡などもあり、古くから開けていたと考えられている。
この谷底平野の東端で谷が閉塞するが、このあたりは河川争奪によって深く狭い谷が形成されている。伝承では、郷坂沢川はかつては大秋川に注いでいたが、あるとき大陥没が起きて谷ができ、直接岩木川に注ぐようになったとされている。谷をぬけて岩木山の南麓に出ると、岩木山の南斜面からくる支流を集めて岩木川に注いでいる。河口付近では河岸段丘が顕著に発達しており、段丘はリンゴ栽培に活用されている。

### 湯ノ沢川
| 川名     | 川名     | 川名     | 川名     | よみ         | 長さ (km) | 流域 面積 (km2) | （管理区間）                                            | 2.5 | 5.0 | 出典                            |
| 湯ノ沢川 | 湯ノ沢川 | 湯ノ沢川 | 湯ノ沢川 | ゆのさわがわ | 13.1      | 40.4            | (国)岩木川合流点の上流3.40km (県)国管理区間の上流7.20km | ○   | ○   | [ 2 ] [ 1 ] [ 35 ] [ 3 ] [ 41 ] |
| ├        | 小湯ノ沢 | 小湯ノ沢 | 小湯ノ沢 |              |           |                 |                                                         | ○   |     | [ 3 ]                           |
| ├        | 砥沢     | 砥沢     | 砥沢     |              |           |                 |                                                         | ○   |     |                                 |
| ├        | 尻高沢   | 尻高沢   | 尻高沢   |              |           |                 |                                                         | ○   |     | [ 3 ]                           |
| └        | 立俣沢   | 立俣沢   | 立俣沢   |              |           |                 |                                                         | ○   |     | [ 1 ]                           |

湯ノ沢川は尻高森(977m)および釣瓶落峠を源流とする。尾太岳(1083m)・弁天森(980m)と陣岳(1049m)のあいだを狭いV字谷を作って北に流れ、美山湖に注ぐ。
谷が狭いために農地はないが、中流には近世から昭和後期まで操業していた尾太鉱山がある。かつては谷に沿ってパイプラインが敷設されて鉱石を輸送するほかは交通路に乏しかったが、県道317号として整備され、釣瓶落峠を越えて秋田県へ通じるようになった。

### 大沢川
| 川名   | 川名     | 川名     | 川名     | よみ         | 長さ (km) | 流域 面積 (km2) | （管理区間）                 | 2.5 | 5.0 | 出典              |
| 大沢川 | 大沢川   | 大沢川   | 大沢川   | おおさわがわ |           |                 | (国)岩木川合流点の上流2.50km | ○   | ○   | [ 2 ] [ 1 ] [ 3 ] |
| ├      | 西股沢   | 西股沢   | 西股沢   |              |           |                 |                              | ○   |     | [ 3 ]             |
| └      | 朝日股沢 | 朝日股沢 | 朝日股沢 |              |           |                 |                              | ○   |     | [ 3 ]             |

大沢川（おおさわがわ）は白神山地中央部の小岳(1042m)、冷水岳(1043m)の北斜面に発し、尾太岳(1083m)、弁天森(980m)のあいだの谷を北へ流れ、美山湖に注ぐ。

### 大川
| 川名 | 川名     | 川名     | 川名     | よみ | 長さ (km) | 流域 面積 (km2) | （管理区間）                     | 2.5 | 5.0 | 出典              |
| 大川 | 大川     | 大川     | 大川     |      |           |                 | (国)暗門川との合流点の上流2.49km | ○   | ○   | [ 2 ] [ 1 ] [ 3 ] |
| ├    | 常得沢   | 常得沢   | 常得沢   |      |           |                 |                                  | ○   |     |                   |
| └    | 大滝又沢 | 大滝又沢 | 大滝又沢 |      |           |                 |                                  | ○   |     | [ 3 ]             |

大川は白神山地中央部の雁森岳(987m)に発し、青鹿岳(1000.4m)、八方ヶ岳(783m)などの間を谷を形成して北流する。谷を下ると西から来た暗門川と合流し、そこで「岩木川」と名を変える。

### 暗門川
| 川名   | 川名     | 川名     | 川名     | よみ         | 長さ (km) | 流域 面積 (km2) | （管理区間）               | 2.5 | 5.0 | 出典                            |
| 暗門川 | 暗門川   | 暗門川   | 暗門川   | あんもんがわ |           |                 | (国)大川合流点の上流2.30km | ○   | ○   | [ 2 ] [ 1 ] [ 3 ] [ 42 ] [ 43 ] |
| ├      | 小割沢   | 小割沢   | 小割沢   |              |           |                 |                            | ○   |     |                                 |
| ├      | 大割沢   | 大割沢   | 大割沢   |              |           |                 |                            | ○   |     | [ 43 ]                          |
| ├      | 鬼川辺沢 | 鬼川辺沢 | 鬼川辺沢 |              |           |                 |                            | ○   |     | [ 43 ]                          |
| ├      | 横倉沢   | 横倉沢   | 横倉沢   |              |           |                 |                            | ○   |     | [ 43 ]                          |
| ├      | 西股沢   | 西股沢   | 西股沢   |              |           |                 |                            | ○   |     | [ 42 ] [ 43 ]                   |
| └      | 妙師崎沢 | 妙師崎沢 | 妙師崎沢 |              |           |                 |                            | ○   |     | [ 3 ] [ 42 ] [ 43 ]             |

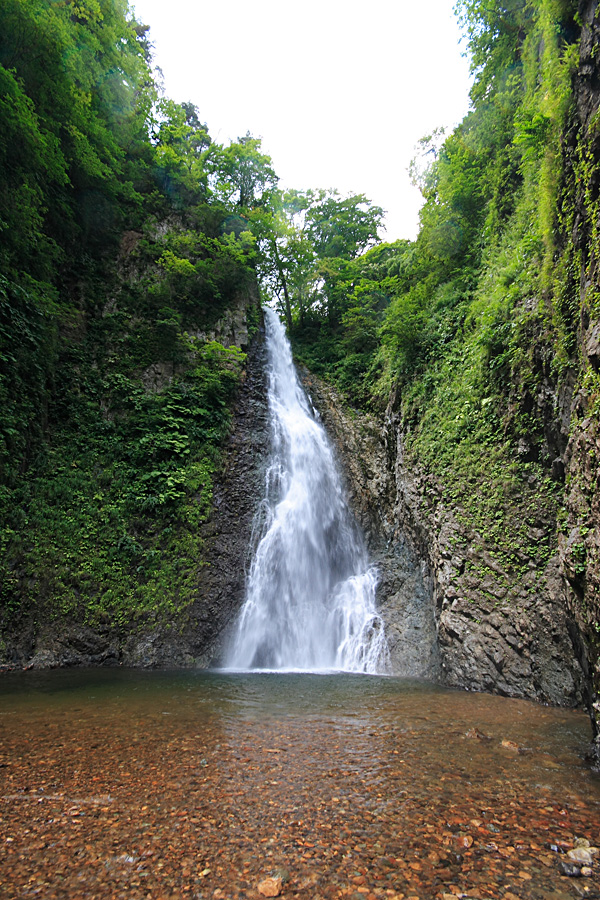
暗門滝の第一の滝

暗門川（あんもんがわ）は岩木川源流域の支流の一つ。近年は法的には大川が岩木川の源流と位置づけられているが、知名度の点では暗門川のほうが大いに上であり、しばしば暗門川が岩木川の源流として扱われている。
暗門川は白神山地中央部の四兵衛森(641.9m)、高倉森(829.3m)、八方ヶ岳などからくる渓流が岩木川の谷の最奥部で合流する。合流地点には暗門滝という三段滝がある。この一帯は藤倉川層と呼ばれる新第三系の凝灰岩から成っており、これをいくつかの断層が分断し、そこへ火山性の安山岩が貫入している。暗門川はその断層上を流れており、深く切り立った浸食谷を形成している。暗門の滝はこの構造線上に形成されていて、浸食面が後退して三段になったものである。白神山地の代表的な景勝地の一つになっている。かつては滝を見るためには谷の入口から2日がかりの行程だったが、遊歩道の整備によって4時間で往復できるようになった。

## 旧十川水系
| 川名   | 川名       | 川名       | 川名       | よみ             | 長さ (km) | 流域 面積 (km2) | （管理区間）                      | 2.5 | 5.0 | 出典                     |
| 旧十川 | 旧十川     | 旧十川     | 旧十川     | きゅうとがわ     | 17        | 240             | (県)岩木川への合流地点より16.80km | ○   | ○   | [ 1 ] [ 7 ] [ 3 ] [ 44 ] |
| ├      | 金木川     | 金木川     | 金木川     | かなぎがわ       | 16.4      | 58.9            | (県)旧十川への合流地点より9.82km  | ○   | ○   | [ 1 ] [ 7 ] [ 3 ]        |
| ├      | 小田川     | 小田川     | 小田川     | おだがわ         |           |                 | (県)旧十川への合流地点より14.05km | ○   | ○   | [ 1 ] [ 7 ] [ 3 ]        |
| ├      | 飯詰川     | 飯詰川     | 飯詰川     | いいづめがわ     |           |                 | (県)合流地点より32.27km           | ○   | ○   | [ 1 ] [ 7 ] [ 3 ]        |
| ├      | 五所川原川 | 五所川原川 | 五所川原川 | ごしょがわらがわ |           |                 |                                   |     |     | [ 8 ]                    |
| ├      | 津軽川     | 津軽川     | 津軽川     | つがるがわ       |           |                 |                                   |     |     | [ 8 ]                    |
| ├      | 松野木川   | 松野木川   | 松野木川   | まつのきがわ     |           |                 | (県)合流地点より6.00km            | ○   | ○   | [ 1 ] [ 7 ] [ 3 ]        |
| │      | └          | 天神川     | 天神川     | てんじんがわ     |           |                 | (県)合流地点より1.20km            |     |     | [ 1 ] [ 7 ]              |
| ├      | 第二湊川   | 第二湊川   | 第二湊川   | だいにみなとがわ |           |                 |                                   |     |     | [ 8 ]                    |
| └      | 湊川       | 湊川       | 湊川       | みなとがわ       |           |                 |                                   |     |     | [ 8 ]                    |

旧十川（きゅうとがわ）は、もともと十川の下流だったものを人工的に切り離してできた。かつての十川は岩木川と並んで北へ流れ、その途中で津軽山地からくる多くの支流が合流するが、その合流点はきわめて平坦だったために頻繁に氾濫した。対策として十川から直接岩木川へ注ぐ新流路（新十川＝現在の十川の下流）を作った。このため旧十川の源は十川の下流近くに相当し、支流の松野木川や金木川のほうが旧十川本川よりも規模が大きい。
いまの五所川原市は旧十川と岩木川のあいだに市街地が形成されている。

### 金木川
| 川名   | 川名   | 川名     | 川名     | 川名     | よみ         | 長さ (km) | 流域 面積 (km2) | （管理区間）                     | 2.5 | 5.0 | 出典                            |
| 金木川 | 金木川 | 金木川   | 金木川   | 金木川   | かなぎがわ   | 16.4      | 58.9            | (県)旧十川への合流地点より9.82km | ○   | ○   | [ 1 ] [ 7 ] [ 3 ] [ 45 ] [ 46 ] |
| ├      | 高橋沢 | 高橋沢   | 高橋沢   | 高橋沢   | たかはしざわ |           |                 |                                  | ○   |     | [ 3 ] [ 45 ]                    |
| ├      | 母沢   | 母沢     | 母沢     | 母沢     |              |           |                 |                                  | ○   | ○   |                                 |
| │      | ├      | 相野股沢 | 相野股沢 | 相野股沢 |              |           |                 |                                  | ○   | ○   |                                 |
| │      | │      | ├        | 矢櫃川   | 矢櫃川   |              |           |                 |                                  | ○   |     | [ 3 ]                           |
| │      | │      | └        | 赤荷沢   | 赤荷沢   |              |           |                 |                                  | ○   |     |                                 |
| │      | ├      | 大判沢   | 大判沢   | 大判沢   |              |           |                 |                                  | ○   |     | [ 3 ]                           |
| │      | ├      | 木違沢   | 木違沢   | 木違沢   |              |           |                 |                                  | ○   |     | [ 3 ]                           |
| │      | └      | 常家戸沢 | 常家戸沢 | 常家戸沢 |              |           |                 |                                  | ○   |     | [ 3 ]                           |
| ├      | 大倉沢 | 大倉沢   | 大倉沢   | 大倉沢   |              |           |                 |                                  | ○   |     | [ 3 ] [ 45 ]                    |
| ├      | 湯沢   | 湯沢     | 湯沢     | 湯沢     |              |           |                 |                                  | ○   |     | [ 3 ] [ 45 ]                    |
| └      | 敷場沢 | 敷場沢   | 敷場沢   | 敷場沢   |              |           |                 |                                  | ○   | ○   | [ 3 ] [ 45 ]                    |

金木川（かなぎがわ）は旧十川の支流である。源流は津軽山地の大倉岳(677m)・十二岳(602m)の西斜面にある。ここに発する大倉沢と、袴腰岳(627.8m)からくる敷場沢・湯沢が合流して金木川となる。金木川は大東ヶ丘の丘陵地帯の南縁を西へ流れる。津軽鉄道の金木駅周辺は旧金木町（2005年に五所川原市に合併）の中心市街になっている。金木川は弘前大学の農場を潤すし、蛇行しながら水郷地帯に入るとすぐに南からくる旧十川に合流し、そのまま岩木川に注ぐ。
かつての岩木川は下流部で大きく蛇行しており、金木川はその蛇行部に直接注いでいた。岩木川の河道改修によって岩木川が直線化されると、旧蛇行部は旧十川の下流につけかえられ、金木川はいまのように旧十川に注ぐ形になった。
金木川の上流のひとつ、高橋沢の中流には鹿ノ子滝という滝がある。この付近では1966年（昭和41年）に鹿ノ子鉱山が発見された。津軽地方では古来から「錦石」が地場の銘石として珍重されていたが、鹿ノ子鉱山はその錦石の鉱脈を有していた。鉱山は1978年（昭和53年）に閉鎖されたが、ここに産した「錦石」は貴重な「金木町玉鹿石」として1980年（昭和55年）に青森県の天然記念物に指定された。団塊がカノコ状になっていることから「玉鹿石」と呼ばれているものである。

### 小田川
| 川名   | 川名       | 川名       | 川名       | よみ     | 長さ (km) | 流域 面積 (km2) | （管理区間）                      | 2.5 | 5.0 | 出典                     |
| 小田川 | 小田川     | 小田川     | 小田川     | おだがわ |           |                 | (県)旧十川への合流地点より14.05km | ○   | ○   | [ 1 ] [ 7 ] [ 3 ] [ 48 ] |
| └      | 小田川ダム | 小田川ダム | 小田川ダム |          |           |                 |                                   | ○   |     | [ 3 ] [ 48 ]             |
|        | ├          | 多多良沢   | 多多良沢   |          |           |                 |                                   | ○   |     | [ 3 ]                    |
|        | ├          | 曲師沢     | 曲師沢     |          |           |                 |                                   | ○   |     | [ 3 ]                    |
|        | ├          | 大川目沢   | 大川目沢   |          |           |                 |                                   | ○   |     | [ 3 ]                    |
|        | │          | ├          | 猫右衛門沢 |          |           |                 |                                   | ○   |     | [ 3 ]                    |
|        | │          | ├          | 金兵衛沢   |          |           |                 |                                   | ○   |     | [ 3 ]                    |
|        | │          | └          | 九兵衛沢   |          |           |                 |                                   | ○   |     | [ 3 ]                    |
|        | └          | 大典沢     | 大典沢     |          |           |                 |                                   | ○   |     | [ 1 ]                    |

小田川（おだがわ）は津軽山地の源八森(352.6m)に発する。上流の小田川ダムに多くの支流を集めた後、藤滝を経て山を下り、津軽平野の水田を潤す。
これらの水田は、もともと低湿地帯だったところを近世以降に徐々に干拓して作られたもので、不整形地が連続して、農地の9割は農道に面してさえいない有様だった。このため1966年（昭和41年）に国の事業で小田川上流に小田川ダムを築くとともに、圃場整理が行われた。地元の農家はこれに反対して訴訟沙汰にまで発展したが、事業が進んで実効性が認められるようになり、1978年（昭和53年）に訴訟は取り下げられた。小田川ダムは堤高31m、堤頂長203mで、有効貯水量は927万7000m3のロックフィルダムである。
特にこの小田川ダム周辺は枕状溶岩が分布している。当地のものは枕状構造が発達し、内部に火山ガラスや放射状の割れ目が発達した典型的な枕状溶岩として日本国内では珍しいものである。

### 飯詰川
| 川名   | 川名          | 川名          | 川名          | 川名          | よみ                  | 長さ (km) | 流域 面積 (km2) | （管理区間）                      | 2.5 | 5.0 | 出典                                   |
| 飯詰川 | 飯詰川        | 飯詰川        | 飯詰川        | 飯詰川        | いいづめがわ          |           |                 | (県)旧十川への合流地点より13.06km | ○   | ○   | [ 1 ] [ 7 ] [ 3 ] [ 33 ] [ 50 ] [ 51 ] |
| ├      | 糠塚川        | 糠塚川        | 糠塚川        | 糠塚川        |                       |           |                 |                                   | ○   |     | [ 33 ]                                 |
| ├      | 大淵川 大渕川 | 大淵川 大渕川 | 大淵川 大渕川 | 大淵川 大渕川 | おおぶちがわ          |           |                 |                                   | ○   | ○   | [ 3 ]                                  |
| │      | ├             | マゲノ沢      | マゲノ沢      | マゲノ沢      |                       |           |                 |                                   | ○   |     |                                        |
| │      | ├             | 萢ヶ沢溜池    | 萢ヶ沢溜池    | 萢ヶ沢溜池    |                       |           |                 |                                   | ○   |     |                                        |
| │      | │             | └             | 萢沢          | 萢沢          |                       |           |                 |                                   | ○   |     |                                        |
| │      | └             | 股沢          | 股沢          | 股沢          |                       |           |                 |                                   | ○   |     |                                        |
| │      |               | └             | 無沢          | 無沢          |                       |           |                 |                                   | ○   |     |                                        |
| ├      | ノガ沢        | ノガ沢        | ノガ沢        | ノガ沢        |                       |           |                 |                                   | ○   |     |                                        |
| └      | 飯詰ダム      | 飯詰ダム      | 飯詰ダム      | 飯詰ダム      |                       |           |                 |                                   | ○   |     | [ 3 ] [ 51 ]                           |
|        | ├             | 狢沢          | 狢沢          | 狢沢          | むじなさわ むじなざわ |           |                 |                                   | ○   |     | [ 1 ]                                  |
|        | ├             | 深沢          | 深沢          | 深沢          | ふかさわ ふかざわ     |           |                 |                                   | ○   |     | [ 1 ]                                  |
|        | ├             | 不動沢        | 不動沢        | 不動沢        |                       |           |                 |                                   | ○   |     | [ 50 ]                                 |
|        | └             | 坪毛沢        | 坪毛沢        | 坪毛沢        |                       |           |                 |                                   | ○   | ○   | [ 3 ] [ 50 ]                           |
|        |               | └             | 石ノ塔沢      | 石ノ塔沢      |                       |           |                 |                                   | ○   |     |                                        |
|        |               |               | └栃木沢       | └栃木沢       | とちぎさわ            |           |                 |                                   | ○   |     | [ 1 ]                                  |

飯詰川（いいづめがわ）は津軽山地の魔ノ岳(466m)に発し、東へ流れる。大淵川と合流すると南へ向きを変え、さらに津軽山地の尾根を回りこんで糠塚川をあわせて北へ転じる。
この合流点の南の崖上には飯詰城が築かれていた。飯詰城は南北朝時代に南朝方によって築造されたと伝えられる。城は浪岡氏（浪岡北畠家）の支配下に置かれ、津軽平野北部一帯を統べる要所となった。戦国期に津軽氏によって浪岡氏が駆逐された際には、浪岡氏勢の最後の砦となり、城主朝日行安が討ち死にしたと伝わっている。
飯詰川をはじめ、津軽平野北部の各河川は容易に氾濫する。飯詰川では1966年（昭和44年）から上流部に飯詰ダムが建設され、治水・灌漑と五所川原市への上水供給のため多目的に利用されている。飯詰ダムは堤高28m、堤頂長234m、有効貯水量203万m3のアースダム。飯詰ダムの上流の不動沢には三段の「不動ノ滝」があり、飯詰ダムの左岸から滝へかけて「不動公園」として整備されている。また右岸には青森と五所川原を短絡する県道26号が通じている。

### 松野木川
| 川名     | 川名     | 川名     | 川名     | 川名     | よみ         | 長さ (km) | 流域 面積 (km2) | （管理区間）                       | 2.5 | 5.0 | 出典              |
| 松野木川 | 松野木川 | 松野木川 | 松野木川 | 松野木川 | まつのきがわ |           |                 | (県)旧十川への合流地点より6.64km   | ○   | ○   | [ 1 ] [ 7 ] [ 3 ] |
| ├        | 天神川   | 天神川   | 天神川   | 天神川   | てんじんがわ |           |                 | (県)松野木川への合流地点より2.70km | ○   |     | [ 1 ] [ 7 ] [ 3 ] |
| │        | └        | 大堤沢   | 大堤沢   | 大堤沢   |              |           |                 |                                    | ○   |     |                   |
| ├        | 阿部堰   | 阿部堰   | 阿部堰   | 阿部堰   |              |           |                 |                                    | ○   |     |                   |
| ├        | 神山川   | 神山川   | 神山川   | 神山川   | かみやまがわ |           |                 |                                    | ○   |     | [ 8 ]             |
| ├        | 横水沢   | 横水沢   | 横水沢   | 横水沢   |              |           |                 |                                    |     |     | [ 3 ]             |
| ├        | 青坂沢   | 青坂沢   | 青坂沢   | 青坂沢   |              |           |                 |                                    |     |     | [ 3 ]             |
| └        | 水無沢   | 水無沢   | 水無沢   | 水無沢   |              |           |                 |                                    |     |     | [ 3 ]             |

松野木川（まつのきがわ）は馬ノ神山の中腹に発する。一帯は金木台地の辺縁にあたり、台地の末端に多くの溜池が築かれている。松野木川はこれらの池や水田を走る水路を集めて旧十川へ注ぐ。
- 長橋溜池（ながはしだめいけ）は松野木川右岸に数多くある溜池のなかでも代表的なものである。宝永年間(1704-1710)に築造されたもので、金山大溜池など多くの溜池がこのとき整備されたものである。堤高8m、堤長280m、有効貯水量136万7600m3で、堤上を県道36号が通っている[52]。

## 十川水系
| 川名 | 川名       | 川名       | 川名       | よみ           | 長さ (km) | 流域 面積 (km2) | （管理区間）                      | 2.5 | 5.0 | 出典                            |
| 十川 | 十川       | 十川       | 十川       | とがわ         | 31.4      | 300.8           | (県)岩木川への合流地点より29.42km | ○   | ○   | [ 1 ] [ 7 ] [ 3 ] [ 53 ] [ 44 ] |
| ├    | 五所川原堰 | 五所川原堰 | 五所川原堰 |                |           |                 |                                   | ○   | ○   |                                 |
| ├    | 湊川       | 湊川       | 湊川       |                |           |                 |                                   |     |     |                                 |
| ├    | 相原排水路 | 相原排水路 | 相原排水路 |                |           |                 |                                   | ○   |     | [ 53 ]                          |
| ├    | 旧十川     | 旧十川     | 旧十川     | きゅうとがわ   |           |                 |                                   | ○   | ○   | [ 1 ]                           |
| ├    | 広田堰     | 広田堰     | 広田堰     |                |           |                 |                                   | ○   |     |                                 |
| ├    | 前田野目川 | 前田野目川 | 前田野目川 | まえだのめがわ |           |                 | (県)十川への合流地点より5.00km    | ○   | ○   | [ 1 ] [ 7 ] [ 3 ]               |
| ├    | 浪岡川     | 浪岡川     | 浪岡川     | なみおかがわ   | 23.2      | 53.6            | (県)十川への合流地点より22.40km   | ○   | ○   | [ 1 ] [ 7 ] [ 3 ] [ 54 ]        |
| ├    | 本郷川     | 本郷川     | 本郷川     | ほんごうがわ   |           |                 | (県)十川への合流地点より5.60km    | ○   | ○   | [ 1 ] [ 7 ] [ 3 ]               |
| │    | └          | 本郷ダム   | 本郷ダム   |                |           |                 |                                   | ○   |     |                                 |
| ├    | 高舘川     | 高舘川     | 高舘川     | たかだてがわ   |           |                 | (県)十川への合流地点より2.80km    | ○   |     | [ 1 ] [ 7 ]                     |
| ├    | 長坂川     | 長坂川     | 長坂川     | ながさかがわ   |           |                 | (県)十川への合流地点より1.90km    | ○   |     | [ 1 ] [ 7 ]                     |
| │    | └          | 堤沢川     | 堤沢川     |                |           |                 |                                   | ○   |     |                                 |
| └    | 長谷沢     | 長谷沢     | 長谷沢     |                |           |                 |                                   | ○   |     |                                 |

十川（とがわ）は岩木川の代表的な支流の一つである。八甲田山の西にある黒森山(606m)の北西斜面を源とし、黒石市の北部を縦断する。その後、藤崎町へ入る。その後、向きを変え、青森市と黒石市、藤崎町の市町境となって西へ流れる。さらに藤崎町と板柳町、板柳町と青森市・五所川原市の境界として北流し、五所川原市に入ると市の中心部へと向かう。
かつてはそのまま市の中心部を流れていたが、今は中心部の手前で岩木川に注ぐ排水路（新十川）が開削され、それが十川の本流となっている。かつての下流部は旧十川となり、岩木川と並走してさらに20キロ弱を北へ進んだ後に岩木川へ注いでいる。

### 前田野目川
| 川名       | 川名       | 川名       | 川名       | 川名       | よみ           | 長さ (km) | 流域 面積 (km2) | （管理区間）                   | 2.5 | 5.0 | 出典              |
| 前田野目川 | 前田野目川 | 前田野目川 | 前田野目川 | 前田野目川 | まえだのめがわ |           |                 | (県)十川への合流地点より5.00km | ○   | ○   | [ 1 ] [ 7 ] [ 3 ] |
| └          | 高野大溜池 | 高野大溜池 | 高野大溜池 | 高野大溜池 |                |           |                 |                                | ○   |     |                   |
|            | └          | 前田野目川 | 前田野目川 | 前田野目川 | まえだのめがわ |           |                 |                                | ○   | ○   | [ 1 ] [ 7 ]       |
|            |            | ├          | 笹沢       | 笹沢       |                |           |                 |                                |     |     | [ 3 ]             |
|            |            | └          | 大滝       | 大滝       |                |           |                 |                                |     |     | [ 3 ]             |

前田野目川（まえだのめがわ）は津軽山地の馬ノ神山に発して南へ流れ、中流の両岸には小規模な平地部が広がっている。その後、津軽山地の裾野部の丘陵地帯に作られた溜池を経て十川に注ぐ。

### 浪岡川
| 川名   | 川名       | 川名       | 川名       | よみ             | 長さ (km) | 流域 面積 (km2) | （管理区間）                       | 2.5 | 5.0 | 出典                            |
| 浪岡川 | 浪岡川     | 浪岡川     | 浪岡川     | なみおかがわ     | 23.2      | 53.6            | (県)旧十川への合流地点より22.40km  | ○   | ○   | [ 1 ] [ 7 ] [ 3 ] [ 55 ] [ 54 ] |
| ├      | 大釈迦川   | 大釈迦川   | 大釈迦川   | だいしゃかがわ   |           |                 | (県)浪岡川への合流地点より6.50km   | ○   | ○   | [ 1 ] [ 7 ] [ 3 ]               |
| │      | ├          | 赤川       | 赤川       | あかがわ         |           |                 | (県)大釈迦川への合流地点より1.80km | ○   |     | [ 1 ] [ 7 ]                     |
| │      | ├          | 長沼沢     | 長沼沢     | ながぬまさわ     |           |                 |                                    |     |     | [ 8 ]                           |
| │      | └          | 沢内沢     | 沢内沢     |                  |           |                 |                                    | ○   |     | [ 1 ]                           |
| ├      | 正平津川   | 正平津川   | 正平津川   | しょうへいづがわ |           |                 | (県)浪岡川への合流地点より7.50km   | ○   |     | [ 1 ] [ 7 ]                     |
| │      | ├          | 大沢川     | 大沢川     | おおさわがわ     |           |                 |                                    | ○   |     | [ 1 ]                           |
| │      | └          | 赤平川     | 赤平川     | あかひらがわ     |           |                 |                                    | ○   |     | [ 1 ]                           |
| ├      | 王余魚沢川 | 王余魚沢川 | 王余魚沢川 | かれいざわがわ   |           |                 | (県)浪岡川への合流地点より2.40km   |     |     | [ 1 ] [ 7 ] [ 3 ] [ 56 ]        |
| ｜     | ├          | 早稲鮒川   | 早稲鮒川   |                  |           |                 |                                    |     |     | [ 56 ]                          |
| ｜     | └          | 片子沢川   | 片子沢川   |                  |           |                 |                                    |     |     | [ 56 ]                          |
| ├      | 浪岡ダム   | 浪岡ダム   | 浪岡ダム   |                  |           |                 |                                    | ○   |     | [ 3 ] [ 55 ] [ 54 ]             |
| └      | 水ヶ沢     | 水ヶ沢     | 水ヶ沢     |                  |           |                 |                                    | ○   |     |                                 |

浪岡川（なみおかがわ）は旧浪岡町に中心部を流れる川で、八甲田山地の北部から北へ流れる沢と津軽山地の南部から南へ流れる沢を集めている。上流には浪岡ダムが築かれており、王余魚沢の上流には青森空港がある。浪岡川に正平津川が合流する地点には鎌倉時代に浪岡城が築かれ、北畠家の庶流とされる浪岡氏の本拠（浪岡御所）となっていた。また、大釈迦川との合流地付近は旧浪岡町の中心街が形成されている。
津軽平野の中央部や北部に較べると、浪岡川の中上流部は山裾で大河川に乏しく、数多くの溜池を築いてこれを補い、用排水は区別されずに農業排水からも再び取水して用いていた。こうした灌漑用水の確保の目的で1971年（昭和46年）から浪岡ダムが建設されるとともに圃場整理が行われた。ダムは堤高52.4m、堤頂長305m、有効貯水量750万m3。

## 平川水系
| 川名 | 川名              | 川名              | 川名              | よみ             | 長さ (km) | 流域 面積 (km2) | （管理区間）                                                       | 2.5 | 5.0 | 出典                                                 |
| 平川 | 平川              | 平川              | 平川              | ひらかわ         | 42        | 827.2           | (国)岩木川への合流地点より5.90km (県)JR奥羽本線橋梁より上流30.96km | ○   | ○   | [ 2 ] [ 1 ] [ 35 ] [ 3 ] [ 57 ] [ 58 ] [ 59 ] [ 60 ] |
| ├    | 新土淵川※         | 新土淵川※         | 新土淵川※         | しんつちぶちがわ | 3.15      |                 | (県)全区間(3.15km)                                                 |     |     | [ 1 ] [ 35 ]                                         |
| ├    | 加藤川            | 加藤川            | 加藤川            | かとうがわ       |           |                 | (県)平川への合流地点より3.10km                                     |     |     | [ 1 ] [ 35 ]                                         |
| ├    | 浅瀬石川          | 浅瀬石川          | 浅瀬石川          | あせいしがわ     | 44.2      | 344             | (国)平川への合流地点より2.30km (県)朝日橋より上流34.85km           | ○   | ○   | [ 2 ] [ 1 ] [ 3 ] [ 60 ]                             |
| ├    | 穴堰              | 穴堰              | 穴堰              |                  |           |                 |                                                                    | ○   |     | [ 1 ]                                                |
| ├    | 土淵川            | 土淵川            | 土淵川            | つちぶちがわ     | 14        |                 | (県)平川への合流地点より14.01km                                    | ○   |     | [ 2 ] [ 1 ] [ 35 ] [ 3 ] [ 60 ] [ 61 ]               |
| ├    | 腰巻川            | 腰巻川            | 腰巻川            | こしまきがわ     |           |                 | (県)平川への合流地点より4.15km                                     |     |     | [ 1 ] [ 35 ] [ 61 ]                                  |
| ├    | 引座川            | 引座川            | 引座川            | ひきざがわ       |           |                 | (県)平川への合流地点より8.60km                                     | ○   | ○   | [ 1 ] [ 35 ] [ 3 ] [ 60 ]                            |
| ├    | 大和沢川          | 大和沢川          | 大和沢川          | おおわさわがわ   | 15.1      | 58.9            | (県)平川への合流地点より7.85km                                     | ○   | ○   | [ 1 ] [ 35 ] [ 3 ] [ 60 ] [ 61 ]                     |
| ├    | 前川              | 前川              | 前川              | まえかわ         |           |                 | (県)平川への合流地点より2.00km                                     | ○   |     | [ 1 ] [ 35 ]                                         |
| │    | ├                 | 大沢川            | 大沢川            | おおさわがわ     |           |                 |                                                                    | ○   |     |                                                      |
| │    | ├                 | 牛沢              | 牛沢              |                  |           |                 |                                                                    | ○   |     |                                                      |
| │    | └                 | 稲刈沢川          | 稲刈沢川          | いなかりさわがわ |           |                 |                                                                    | ○   |     |                                                      |
| ├    | 三ツ目内川        | 三ツ目内川        | 三ツ目内川        | みつめないがわ   | 15.4      | 60.3            | (県)平川への合流地点より8.46km                                     | ○   | ○   | [ 1 ] [ 35 ] [ 3 ] [ 62 ] [ 60 ]                     |
| ├    | 六羽川            | 六羽川            | 六羽川            | ろっぱがわ       |           |                 |                                                                    | ○   |     | [ 1 ]                                                |
| ├    | 虹貝川            | 虹貝川            | 虹貝川            | にじがいがわ     | 15.5      | 63.8            | (県)平川への合流地点より10.60km                                    | ○   | ○   | [ 1 ] [ 35 ] [ 3 ] [ 60 ]                            |
| ├    | 夏沢川            | 夏沢川            | 夏沢川            | なつさわがわ     |           |                 | (県)平川への合流地点より1.50km                                     |     |     | [ 1 ] [ 35 ]                                         |
| ├    | 鯖野沢川          | 鯖野沢川          | 鯖野沢川          | さばのさわがわ   |           |                 | (県)平川への合流地点より1.60km                                     |     |     | [ 1 ] [ 35 ]                                         |
| ├    | 長峰沢            | 長峰沢            | 長峰沢            | ながみねざわ     |           |                 |                                                                    |     |     | [ 8 ]                                                |
| ├    | 稲荷川            | 稲荷川            | 稲荷川            | いなりがわ       |           |                 | (県)平川への合流地点より1.50km                                     |     |     | [ 1 ] [ 35 ]                                         |
| │    | └                 | 駒木沢            | 駒木沢            |                  |           |                 |                                                                    | ○   |     |                                                      |
| ├    | 唐牛沢            | 唐牛沢            | 唐牛沢            | かろうじざわ     |           |                 |                                                                    |     |     | [ 8 ]                                                |
| ├    | 姫ヶ沢            | 姫ヶ沢            | 姫ヶ沢            |                  |           |                 |                                                                    | ○   |     |                                                      |
| ├    | 不動川            | 不動川            | 不動川            | ふどうがわ       |           |                 | (県)平川への合流地点より4.50km                                     | ○   |     | [ 1 ] [ 35 ] [ 3 ] [ 60 ]                            |
| ├    | 相沢川            | 相沢川            | 相沢川            | あいざわがわ     |           |                 | (県)平川への合流地点より3.00km                                     | ○   |     | [ 1 ] [ 35 ] [ 3 ] [ 60 ]                            |
| ├    | 碇沢川            | 碇沢川            | 碇沢川            | いかりさわがわ   |           |                 |                                                                    | ○   |     | [ 1 ]                                                |
| │    | └                 | 碇沢              | 碇沢              |                  |           |                 |                                                                    | ○   |     | [ 1 ]                                                |
| ├    | 白沢              | 白沢              | 白沢              |                  |           |                 |                                                                    | ○   |     | [ 1 ]                                                |
| ├    | 大落前川          | 大落前川          | 大落前川          | おおらくまえがわ |           |                 | (県)平川への合流地点より1.00km                                     | ○   |     | [ 1 ] [ 35 ] [ 3 ] [ 63 ] [ 60 ]                     |
| ├    | 小落前川          | 小落前川          | 小落前川          | こらくまえがわ   |           |                 | (県)平川への合流地点より2.00km                                     | ○   |     | [ 1 ] [ 35 ] [ 3 ] [ 63 ] [ 60 ]                     |
| ├    | 板沢              | 板沢              | 板沢              |                  |           |                 |                                                                    | ○   |     |                                                      |
| ├    | 津刈川            | 津刈川            | 津刈川            | つかりがわ       |           |                 | (県)平川への合流地点より7.00km                                     | ○   | ○   | [ 1 ] [ 35 ] [ 63 ]                                  |
| ├    | 折橋沢            | 折橋沢            | 折橋沢            |                  |           |                 |                                                                    | ○   |     |                                                      |
| ├    | 遠部沢 （遠辺沢） | 遠部沢 （遠辺沢） | 遠部沢 （遠辺沢） | とおべさわ       |           |                 | (県)平川への合流地点より3.10km                                     | ○   |     | [ 1 ] [ 35 ] [ 3 ] [ 63 ] [ 60 ]                     |
| │    | └                 | 遠部ダム          | 遠部ダム          |                  |           |                 |                                                                    | ○   |     |                                                      |
| │    |                   | └                 | 割沢              |                  |           |                 |                                                                    | ○   |     |                                                      |
| └    | 湯ノ沢            | 湯ノ沢            | 湯ノ沢            |                  |           |                 |                                                                    | ○   |     | [ 3 ] [ 63 ] [ 60 ]                                  |
|      | └                 | 相乗沢            | 相乗沢            |                  |           |                 |                                                                    | ○   |     |                                                      |

平川（ひらかわ）は岩木川の最大の支流である。「平川」という名称は近年のもので、かつては地域ごとに「碇ヶ関川」「石川」「平賀川」「堀越川」などと呼ばれていた。
源流部は白神山地東部から十和田山地の西部（このあたりを大鰐山地とする場合もある）にまたがっている。上流部は坂梨峠や矢立峠といった青森県と秋田県を繋ぐ峠一帯にさかのぼり、奥羽本線や国道7号、東北自動車道が平川に沿った河岸段丘を通っている。その後、碇ヶ関、大鰐町中心部を経て、石川城のあった石川 (弘前市)で津軽平野に出て大きな扇状地を形成する。その後は岩木川本流がつくった扇状地の縁をまわりこんで北から北西へ進み、浅瀬石川を合わせたのち岩木川に合流する。
平川の源流をどことするかは文献・時期に拠って異なっている。甚吉森(800m)に発する湯の沢を源流とするもの（『岩木川物語』(1966)）、柴森(883m)に発する津刈川を源流とするもの（『角川日本地名大辞典2 青森県』(1985)）などがあるが、近年の国土交通省・青森県の文書では炭塚森(571m)東の坂梨峠に発する遠部沢を源流として扱っている。
これらの源流一帯には相乗温泉、久吉温泉、古遠部温泉、津刈温泉、湯の沢温泉（秋元温泉）などが散在し、碇ヶ関温泉郷と呼ばれている。こうした平川の上流の河岸段丘上には数々の縄文時代から平安時代の遺跡が見つかっており、碇ヶ関一帯が古くから人の定住があったことが知られている。碇ヶ関から平川に沿って南へ矢立峠を越えると秋田だが、江戸時代には馬が1頭通れる程度の道幅しか無い上に、途中何度も川を歩いて渡る必要があり、かなりの難路だった。それでも津軽地方と秋田を結ぶ羽州街道の本道であり、参勤交代にも使われた。
平川上流部の支流が一気に集まる大鰐町は水害の常襲地区になっており、上流には、遠部ダム、久吉ダム、早瀬野ダムなどがある。また支流の浅瀬石川の上流には二庄内ダムがあり、岩木川水系の治水の面で重要な役割を担っている。
平川と浅瀬石川の合流地点（藤崎町）には藤崎城が築かれていた。この城は平安時代末期の前九年の役で源氏に討たれた安倍貞任の落胤が落ち延びて築いたのが始まりと伝えられているが、定かではない。伝承ではここを拠点に安東氏と名乗るようになり、やがて津軽の守護・蝦夷管領と成長していったとされている。その後、安東氏の本拠は十三湖の畔の十三湊福島城へ移り、藤崎城は庶流の居城となった。戦国期には南部氏・津軽氏の版図となり、城は廃されて水上交通の重要地となっていった。江戸時代初期にはここが岩木川・平川の渡渉地点になっていて、幕末には渡し場がつくられ、藤崎渡と呼ばれるようになっていた。さらに文久年間(1861-1864)には橋が架けられるようになり、これがいまの国道7号・平川橋となっている。
詳細は平川参照。

### 浅瀬石川
| 川名     | 川名                    | 川名                    | 川名                    | 川名                    | よみ                            | 長さ (km) | 流域面積 (km2) | （管理区間）                                         | 2.5 | 5.0 | 出典                                                 |
| 浅瀬石川 | 浅瀬石川                | 浅瀬石川                | 浅瀬石川                | 浅瀬石川                | あせいしがわ                    | 44.2      | 344            | (国)平川への合流地点より2.30km (県)朝日橋より34.85km | ○   | ○   | [ 2 ] [ 1 ] [ 35 ] [ 3 ] [ 67 ] [ 68 ] [ 69 ] [ 60 ] |
| ├        | 高賀野沢                | 高賀野沢                | 高賀野沢                | 高賀野沢                | こうがのさわ                    |           |                |                                                      |     |     | [ 8 ]                                                |
| ├        | 白沢                    | 白沢                    | 白沢                    | 白沢                    | しらさわ                        |           |                |                                                      |     |     | [ 8 ]                                                |
| ├        | 中野川                  | 中野川                  | 中野川                  | 中野川                  | なかのがわ                      |           |                | (県)浅瀬石川への合流地点より4.80km                   | ○   | ○   | [ 1 ] [ 35 ] [ 67 ] [ 68 ] [ 60 ]                    |
| │        | ├                       | 田ノ沢                  | 田ノ沢                  | 田ノ沢                  |                                 |           |                |                                                      | ○   |     |                                                      |
| │        | ├                       | 森谷沢 （森倉沢）       | 森谷沢 （森倉沢）       | 森谷沢 （森倉沢）       |                                 |           |                |                                                      | ○   |     | [ 60 ]                                               |
| │        | ├                       | 上湯沢                  | 上湯沢                  | 上湯沢                  |                                 |           |                |                                                      | ○   |     | [ 60 ]                                               |
| │        | ├                       | 鳥沢                    | 鳥沢                    | 鳥沢                    |                                 |           |                |                                                      | ○   |     |                                                      |
| │        | └                       | 大小川沢                | 大小川沢                | 大小川沢                |                                 |           |                |                                                      | ○   |     |                                                      |
| └        | 浅瀬石川ダム （虹の湖） | 浅瀬石川ダム （虹の湖） | 浅瀬石川ダム （虹の湖） | 浅瀬石川ダム （虹の湖） |                                 |           |                |                                                      | ○   | ○   | [ 3 ]                                                |
|          | ├                       | 二庄内川                | 二庄内川                | 二庄内川                | にしょないがわ にしょうないがわ |           |                | (県)浅瀬石川への合流地点より5.05km                   | ○   |     | [ 2 ] [ 1 ] [ 35 ] [ 3 ] [ 67 ] [ 68 ]               |
|          | │                       | ├                       | スルスケット沢          | スルスケット沢          |                                 |           |                |                                                      | ○   |     |                                                      |
|          | │                       | ├                       | 湯ノ沢                  | 湯ノ沢                  |                                 |           |                |                                                      | ○   |     |                                                      |
|          | │                       | └                       | 冷水沢                  | 冷水沢                  |                                 |           |                |                                                      | ○   |     |                                                      |
|          | │                       |                         | └                       | 二庄内ダム 華の湖       |                                 |           |                |                                                      | ○   | ○   |                                                      |
|          | ├                       | 青荷川                  | 青荷川                  | 青荷川                  | あおにがわ                      |           |                | (県)浅瀬石川への合流地点より5.10km                   | ○   | ○   | [ 2 ] [ 1 ] [ 35 ] [ 3 ] [ 68 ] [ 60 ]               |
|          | │                       | └                       | 青荷沢                  | 青荷沢                  | あおにがわ                      |           |                |                                                      | ○   |     |                                                      |
|          | ├                       | 梨木川                  | 梨木川                  | 梨木川                  | なしきがわ                      |           |                |                                                      | ○   |     | [ 2 ] [ 1 ] [ 3 ] [ 68 ]                             |
|          | ├                       | 深川                    | 深川                    | 深川                    | ふかがわ                        |           |                |                                                      | ○   |     | [ 2 ] [ 1 ] [ 3 ] [ 68 ]                             |
|          | │                       | └                       | 深沢                    | 深沢                    |                                 |           |                |                                                      | ○   |     |                                                      |
|          | ├                       | 小国川                  | 小国川                  | 小国川                  | おぐにがわ                      |           |                | (県)浅瀬石川への合流地点より5.20km                   | ○   |     | [ 2 ] [ 1 ] [ 35 ] [ 3 ] [ 67 ] [ 68 ] [ 64 ]        |
|          | │                       | ├                       | 下横前沢                | 下横前沢                |                                 |           |                |                                                      | ○   |     |                                                      |
|          | │                       | ├                       | 中横前沢                | 中横前沢                |                                 |           |                |                                                      | ○   |     |                                                      |
|          | │                       | ├                       | 上横前沢                | 上横前沢                |                                 |           |                |                                                      | ○   |     | [ 1 ]                                                |
|          | │                       | └                       | 滝ノ沢                  | 滝ノ沢                  |                                 |           |                |                                                      | ○   |     |                                                      |
|          | ├                       | 切明川                  | 切明川                  | 切明川                  | きりあげがわ きりあけがわ       |           |                | (県)浅瀬石川への合流地点より3.10km                   | ○   |     | [ 1 ] [ 35 ] [ 3 ] [ 68 ] [ 64 ]                     |
|          | │                       | ├                       | 西股沢                  | 西股沢                  |                                 |           |                |                                                      | ○   |     |                                                      |
|          | │                       | ├                       | 無沢                    | 無沢                    |                                 |           |                |                                                      | ○   |     |                                                      |
|          | │                       | └                       | 登戸沢                  | 登戸沢                  |                                 |           |                |                                                      | ○   |     |                                                      |
|          | ├                       | 摺毛沢                  | 摺毛沢                  | 摺毛沢                  | すりけざわ するけ-              |           |                |                                                      | ○   |     | [ 3 ] [ 68 ] [ 60 ]                                  |
|          | │                       | ├                       | 黒沢                    | 黒沢                    |                                 |           |                |                                                      | ○   |     |                                                      |
|          | ├                       | 砂子沢                  | 砂子沢                  | 砂子沢                  |                                 |           |                |                                                      | ○   |     | [ 68 ]                                               |
|          | ├                       | 滝ノ股沢                | 滝ノ股沢                | 滝ノ股沢                |                                 |           |                |                                                      | ○   |     | [ 3 ] [ 68 ] [ 69 ] [ 60 ]                           |
|          | │                       | ├                       | 黒沢                    | 黒沢                    |                                 |           |                |                                                      | ○   |     |                                                      |
|          | │                       | ├                       | 萢ノ沢                  | 萢ノ沢                  |                                 |           |                |                                                      | ○   |     |                                                      |
|          | │                       | ├                       | 柚川沢                  | 柚川沢                  |                                 |           |                |                                                      | ○   |     |                                                      |
|          | │                       | └                       | 田堰沢                  | 田堰沢                  |                                 |           |                |                                                      | ○   |     |                                                      |
|          | ├                       | 甚右エ門沢              | 甚右エ門沢              | 甚右エ門沢              |                                 |           |                |                                                      | ○   |     | [ 68 ]                                               |
|          | ├                       | 寒川                    | 寒川                    | 寒川                    | ひゃっこがわ                    |           |                |                                                      | ○   |     | [ 3 ] [ 68 ] [ 60 ]                                  |
|          | │                       | ├                       | 甚九郎沢                | 甚九郎沢                |                                 |           |                |                                                      | ○   |     |                                                      |
|          | │                       | ├                       | 白水沢                  | 白水沢                  |                                 |           |                |                                                      | ○   |     |                                                      |
|          | │                       | └                       | 中野沢                  | 中野沢                  |                                 |           |                |                                                      | ○   |     |                                                      |
|          | └                       | 温川（沢）              | 温川（沢）              | 温川（沢）              | ぬるかわ                        |           |                |                                                      | ○   |     | [ 3 ] [ 68 ] [ 64 ] [ 60 ]                           |

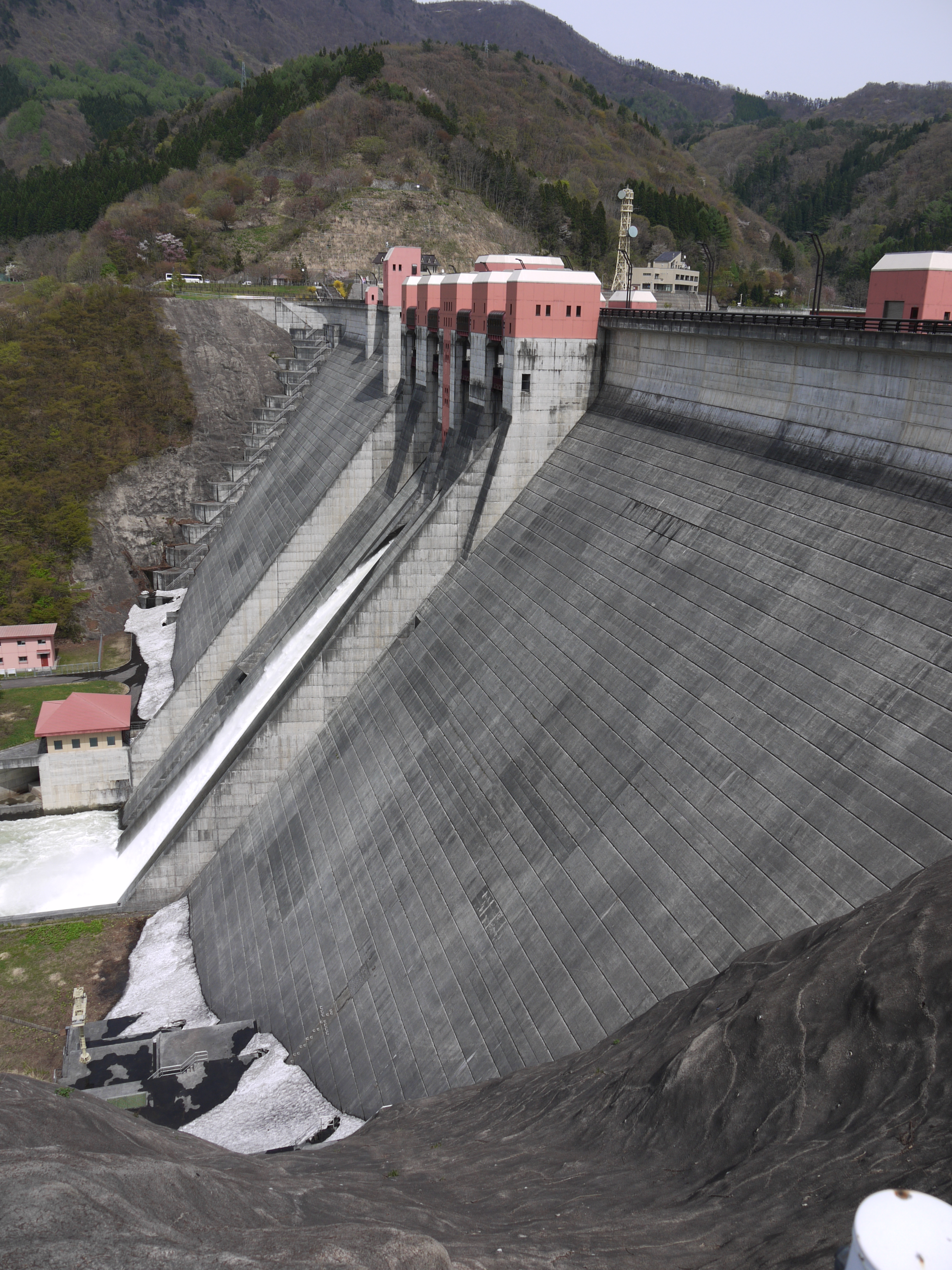
浅瀬石川ダム

浅瀬石川（あせいしがわ）は平川の支流だが、平川に匹敵する規模を持ち、岩木川の支流で2番めに大きな川である。古くは「黒石川」とも呼ばれていて、近世には「黒石川」と「平川」の合流地点と岩木川への合流地点の間を「浅瀬石川」や「汗石川」と称した。また、同区間は「藤崎川」とも呼ばれていた。全体に急流で、八甲田山地からの土砂を多く運び、各所に石が転がる浅瀬を作っていることからその名があるとも言われている。急流であるがゆえに舟運に用いられることはなかったが、上流の山岳部から切り出した木材を流して利用していた。
源流域は十和田湖カルデラのすぐ近くにあり、八甲田山の南に聳える横岳(1339m)、櫛ヶ峯(1516m)、駒ヶ峯(1416.5m)に発する渓流を源としている。どれを浅瀬石川本流の源とするかは諸説あり、『岩木川物語』（1965年）などの文献は、櫛ヶ峯と駒ヶ峯の山頂付近に広がる湿地帯に発する滝ノ股川を浅瀬石川の源流としている。『津軽平野と岩木川のあゆみ　岩木川治水史』（1999年）は滝ノ股川や寒川などの合流後を「浅瀬石川」と称するとしている。一方、国土地理院地図など近年の資料は滝ノ股川は浅瀬石川の支流の扱いで、より十和田湖よりの渓流を本川と扱っている。浅瀬石川はこれら八甲田山地南部の沢を集めて北上し、谷の出口の手前に浅瀬石川ダムが設けられている。
支流の小国川の谷筋は、古くは鹿角地方（秋田県鹿角郡）へ通じる主要道になっていて、鎌倉時代から砦が築かれていた。紅葉山の麓で合流する中野川の川筋は、浅瀬石川との合流地点から上流まで谷底が開けており、「中野路」と呼ばれる街道が通っていた。現在はここに国道394号が設けられ、酸ヶ湯を経て八甲田山の中腹をまわり、七戸方面へと通じている。
中野川の川筋や浅瀬石川への合流地点には板留温泉、温湯温泉、落合温泉などがあり、黒石温泉郷を形成している。浅瀬石川の最奥部にある温川温泉は吉川英治が『宮本武蔵』の構想を練った地として、青荷温泉は電気の通じぬ「ランプの温泉」として知られている。
浅瀬石川ダムの下流で谷をぬけると、浅瀬石川は大きな扇状地をつくっており、その上に黒石市の中心部が形成されている。その後これといって合流する支流はなく、逆に多くの取水堰から分水した水路が一帯に張り巡らされ、津軽平野東部を灌漑している。
なかでも藤崎堰は黒石市浅瀬石から取水して黒石市中心部を抜け、藤崎町、板柳町、鶴田町を貫流して五所川原市まで続いている。その下流では相模排水路や五所川原堰とも接続している。伝承では厨川から落ち延びてきた安倍貞任の子が1057年（天喜5年）に開削したとされている。しっかりとした記録としては、1609年（慶長14年）に補修が行われた記録があり、少なくとも江戸初期には整備されていたことがわかる。また、藤崎堰と並走する境堰（宇和堰）は藩政時代に弘前藩と黒石藩の領地境となっていた水路で、1656年（明暦2年）に築かれたとする記録が残っている。

### 土淵川
| 川名   | 川名   | 川名     | 川名     | よみ           | 長さ (km) | 流域 面積 (km2) | （管理区間）                     | 2.5 | 5.0 | 出典                                            |
| 土淵川 | 土淵川 | 土淵川   | 土淵川   | つちぶちがわ   | 14.7      | 49.7            | (県)平川への合流地点より14.01km  | ○   |     | [ 2 ] [ 1 ] [ 35 ] [ 3 ] [ 75 ] [ 76 ] [ 注 6 ] |
| └      | 寺沢川 | 寺沢川   | 寺沢川   | てらさわがわ   |           |                 | (県)土淵川への合流地点より4.70km |     |     | [ 1 ] [ 35 ]                                    |
|        | ├      | 童子森川 | 童子森川 | どうじもりがわ |           |                 | (県)寺沢川への合流地点より0.40km |     |     | [ 1 ] [ 35 ]                                    |
|        | └      | 清水川   | 清水川   | しみずがわ     |           |                 | (県)寺沢川への合流地点より0.15km |     |     | [ 1 ] [ 35 ]                                    |

土淵川（つちぶちがわ）は津軽三十三観音の一番札所である久渡寺山(662.9m)に発する。上流で台地を開析し、中流では扇状地（弘前台地）をつくってまっすぐ北東に流れ、弘前市の中心市街地に入る。江戸時代後期までは十三湖から船が遡上してくる大きな川であり、弘前城下町の生活を支えていた。弘前市中心部には富田の清水があり、名水百選に選ばれている。支流の寺沢川との合流地点には弘前高等学校、弘前大学がある。
川の規模自体は小さいが、源流から弘前市街までの距離が短く遊水地がないこと、都市化によって地面が舗装されて雨水が浸透せず、弘前市街の水が集中することから、弘前市街で頻繁に氾濫被害をもたらしてきた。土淵川の中流からは分流する土淵川放水路が築かれ、岩木川へ放水している。この放水路は大部分が暗渠となっているが、岩木川へ合流する手前を流れる部分は新土淵川とも呼ばれている。
このほか、古くは土淵川はメノウの産地として知られていた。

### 腰巻川
| 川名   | 川名   | 川名   | 川名   | よみ           | 長さ (km) | 流域 面積 (km2) | （管理区間）                     | 2.5 | 5.0 | 出典         |
| 腰巻川 | 腰巻川 | 腰巻川 | 腰巻川 | こしまきがわ   |           |                 | (県)平川への合流地点より4.15km   |     |     | [ 1 ] [ 35 ] |
| ├      | 境関川 | 境関川 | 境関川 | さかいぜきがわ |           |                 | (県)腰巻川への合流地点より0.65km |     |     | [ 1 ] [ 35 ] |
| ├      | 高崎川 | 高崎川 | 高崎川 | たかさきがわ   |           |                 | (県)腰巻川への合流地点より0.46km |     |     | [ 1 ] [ 35 ] |
| ├      | 万助川 | 万助川 | 万助川 | まんすけがわ   |           |                 | (県)腰巻川への合流地点より1.57km |     |     | [ 1 ] [ 35 ] |
| └      | 洞喰川 | 洞喰川 | 洞喰川 | どうくうがわ   |           |                 |                                  |     |     | [ 8 ]        |
|        | └      | 森川   | 森川   | もりかわ       |           |                 |                                  |     |     | [ 8 ]        |

### 引座川
| 川名   | 川名              | 川名                | 川名                | よみ         | 長さ (km) | 流域 面積 (km2) | （管理区間）                     | 2.5 | 5.0 | 出典                |
| 引座川 | 引座川            | 引座川              | 引座川              | ひきざがわ   |           |                 | (県)平川への合流地点より8.60km   | ○   | ○   | [ 1 ] [ 35 ] [ 3 ]  |
| ├      | 六羽川            | 六羽川              | 六羽川              | ろっぱがわ   |           |                 | (県)引座川への合流地点より5.40km | ○   |     | [ 1 ] [ 35 ] [ 3 ]  |
| ｜     | └                 | 枇杷田川 （唐竹川） | 枇杷田川 （唐竹川） | びわたがわ   |           |                 | (県)六羽川への合流地点より4.50km | ○   |     | [ 1 ] [ 35 ] [ 64 ] |
| ├      | 五郷川 （合灌川） | 五郷川 （合灌川）   | 五郷川 （合灌川）   |              |           |                 |                                  | ○   |     | [ 64 ]              |
| ├      | 浅井川            | 浅井川              | 浅井川              | あさいがわ   |           |                 | (県)引座川への合流地点より4.10km | ○   |     | [ 1 ] [ 35 ] [ 3 ]  |
| │      | ├                 | 広船川              | 広船川              | ひろふねがわ |           |                 | (県)引座川への合流地点より3.80km | ○   |     | [ 1 ] [ 35 ] [ 3 ]  |
| │      | ├                 | 嘉瀬沢              | 嘉瀬沢              | かせざわ     |           |                 |                                  | ○   |     | [ 64 ]              |
| │      | └                 | 木戸口沢            | 木戸口沢            |              |           |                 |                                  | ○   |     |                     |
| └      | 遠手沢            | 遠手沢              | 遠手沢              | とってさわ   |           |                 |                                  | ○   |     | [ 3 ] [ 64 ]        |
|        | └                 | 滝ノ沢              | 滝ノ沢              |              |           |                 |                                  | ○   |     |                     |

引座川（ひきざがわ）は十和田山地の西端にある貝吹山(455.9m)の北西に発する。平川市の平野部に出ると、浅井川、広船川などを集めて西流する。支流の六羽川は平川市中心部の西を流れており、引座川と六羽川のあいだに平川市街地が形成されている。平川市の北西部で両川が合流した後、岩木川に注ぐ。
六羽川は大鰐町で岩木川から東へ分流した川で、矢捨山(564m)・阿蘇ヶ岳(494m)から発した枇杷田川をあわせる。枇杷田川の上流には渾神の清水と呼ばれる名水地があり、名水百選に選ばれている。六羽川、引座川、平川と相次いで合流する付近は氾濫原になっていて、肥沃な土地だった。流域からは縄文後期の遺跡が見つかっているほか、付近の河岸段丘は少なくとも鎌倉時代から集落が形成されていた。一帯は中世に津軽地方を統べる上での重要地になっており、大光寺城がその中心を担っていた。曾我氏、安東氏、南部氏、津軽氏らがこの地をめぐって争いを繰り返しており、戦国時代には六羽川の合戦で大浦為信（津軽為信）が南部勢に追い詰められ、部下が身代わりとなる間に逃れて一生を得た地としても知られている。

### 大和沢川
| 川名     | 川名       | 川名       | 川名       | よみ                          | 長さ (km) | 流域 面積 (km2) | （管理区間）                   | 2.5 | 5.0 | 出典                      |
| 大和沢川 | 大和沢川   | 大和沢川   | 大和沢川   | おおわさわがわ おおわざわがわ | 15.1      | 58.9            | (県)平川への合流地点より7.85km | ○   | ○   | [ 1 ] [ 35 ] [ 3 ] [ 79 ] |
| ├        | 天王沢     | 天王沢     | 天王沢     |                               |           |                 |                                | ○   |     | [ 3 ]                     |
| ├        | 深山沢     | 深山沢     | 深山沢     | しんざんざわ                  |           |                 |                                | ○   |     | [ 3 ]                     |
| ├        | 中泊沢     | 中泊沢     | 中泊沢     |                               |           |                 |                                | ○   |     |                           |
| ├        | 尾神沢     | 尾神沢     | 尾神沢     |                               |           |                 |                                | ○   |     | [ 3 ]                     |
| ├        | スワ沢     | スワ沢     | スワ沢     |                               |           |                 |                                |     |     | [ 3 ]                     |
| ├        | 子子タキ沢 | 子子タキ沢 | 子子タキ沢 |                               |           |                 |                                |     |     | [ 3 ]                     |
| ├        | 石倉沢     | 石倉沢     | 石倉沢     |                               |           |                 |                                |     |     | [ 3 ]                     |
| ├        | 板屋沢     | 板屋沢     | 板屋沢     |                               |           |                 |                                |     |     | [ 3 ]                     |
| ├        | 多多良沢   | 多多良沢   | 多多良沢   |                               |           |                 |                                |     |     | [ 3 ]                     |
| ├        | 小倉沢     | 小倉沢     | 小倉沢     |                               |           |                 |                                |     |     | [ 3 ]                     |
| ├        | 滝ノ沢     | 滝ノ沢     | 滝ノ沢     |                               |           |                 |                                |     |     | [ 3 ]                     |
| └        | 股兎沢     | 股兎沢     | 股兎沢     |                               |           |                 |                                | ○   |     | [ 3 ]                     |

大和沢川（おおわさわがわ）は弘前市南部の一野渡地区から大和沢、狼森、千年を経て泉野、門外（かどけ）へと流れる川で、近世には「門家川」と呼ばれており、氾濫を繰り返して流路が定まらない川だった。
大和沢川は西股山(954.2m)の西に発し、股兎沢をはじめ、三ツ森(949m)、毛無山(792m)、苗代山(539m)などの支流をあわせながら弘前市南部の一野渡に至る。ここから市街地に出ると扇状地（弘前台地）を形成しながら北東へ向きを変え、堀越城の北をぬけて岩木川に注ぐ。とくに扇状地に出てからはしばしば夏期に涸れ川となる。
岩木川の流域は本州でも最北部に位置するため、梅雨の影響が少なく、しばしば夏期は渇水に陥る。とくに土淵川・腰巻川・大和沢川は、山間部の源流域が比較的短いうえに扇状地を通って弘前市の都市部を流れており、流量不足から水質悪化など河川環境の劣化が目立ってきた。この3川の流量安定を図る目的で大和沢川の上流に「大和沢ダム」を建設する計画があり、1990年代から計画が進められてきた。ダムの完成は2022年（「平成34年」=令和4年）を予定していたが、その後、水田の減少によって周辺河川の取水量が減るとともに、下水道の整備が進んで水質改善がみられるようになった。2009年（平成21年）に民主党が政権与党となると、全国的なダム事業の見直しを行い、2010年（平成22年）に大和沢ダム事業の中止を決めた。これは民主党政権下での国土交通省によるダム事業再評価による中止第1号となった。

### 三ツ目内川
| 川名       | 川名       | 川名       | 川名       | よみ           | 長さ (km) | 流域 面積 (km2) | （管理区間）                         | 2.5 | 5.0 | 出典                             |
| 三ツ目内川 | 三ツ目内川 | 三ツ目内川 | 三ツ目内川 | みつめないがわ | 15.4      | 60.3            | (県)平川への合流地点より8.46km       | ○   | ○   | [ 1 ] [ 35 ] [ 3 ] [ 83 ] [ 62 ] |
| ├          | 折紙川     | 折紙川     | 折紙川     | おりかみがわ   |           |                 | (県)三ツ目内川への合流地点より3.50km | ○   |     | [ 1 ] [ 35 ] [ 3 ]               |
| ｜         | ├          | 大地獄沢   | 大地獄沢   |                |           |                 |                                      | ○   |     |                                  |
| ｜         | └          | 折紙沢     | 折紙沢     |                |           |                 |                                      | ○   |     |                                  |
| ｜         |            | └          | 吹上沢     |                |           |                 |                                      | ○   |     |                                  |
| ├          | 大滝沢     | 大滝沢     | 大滝沢     |                |           |                 |                                      | ○   |     |                                  |
| ｜         | └          | 小滝沢     | 小滝沢     |                |           |                 |                                      | ○   |     |                                  |
| └          | 赤根沢     | 赤根沢     | 赤根沢     |                |           |                 |                                      | ○   |     | [ 1 ] [ 3 ]                      |

三ツ目内川（みつめないがわ）は三ツ森(949m)の東に発し、西股山(954m)の南や孫左衛門山(890m)の北の渓流を集める。折紙川と合流した後は北東へすすみ、岩木川へ注ぐ。
三ッ目内川の流域は山林からの木材や木炭、漆、赤根沢の銅山、さらに中流に産する砥石といった資源が豊富で、藩政時代には重要地だった。上流にはクロサンショウウオが生息し、「白いすり芋」状の卵を「山神の御幣餅」と称して崇められていた。

### 虹貝川
| 川名   | 川名       | 川名       | 川名       | よみ         | 長さ (km) | 流域 面積 (km2) | （管理区間）                     | 2.5 | 5.0 | 出典                             |
| 虹貝川 | 虹貝川     | 虹貝川     | 虹貝川     | にじがいがわ | 15.5      | 63.8            | (県)平川への合流地点より10.60km  | ○   | ○   | [ 1 ] [ 35 ] [ 3 ] [ 84 ] [ 62 ] |
| ├      | 島田川     | 島田川     | 島田川     | しまだがわ   |           |                 | (県)虹貝川への合流地点より4.60km | ○   |     | [ 1 ] [ 35 ] [ 3 ] [ 84 ] [ 62 ] |
| ｜     | ├          | 東股沢     | 東股沢     |              |           |                 |                                  | ○   |     |                                  |
| ｜     | └          | 西股沢     | 西股沢     |              |           |                 |                                  | ○   |     |                                  |
| ├      | オローム沢 | オローム沢 | オローム沢 |              |           |                 |                                  | ○   |     | [ 3 ]                            |
| └      | 早瀬野ダム | 早瀬野ダム | 早瀬野ダム |              |           |                 |                                  | ○   | ○   | [ 3 ]                            |
|        | ├          | 早瀬沢     | 早瀬沢     |              |           |                 |                                  | ○   |     |                                  |
|        | └          | 砥沢川     | 砥沢川     | とざわがわ   |           |                 | (県)虹貝川への合流地点より1.00km | ○   |     | [ 1 ] [ 35 ] [ 3 ]               |

虹貝川（にじがいがわ）は白神山地西部で青森県と秋田県の県境となっている万左衛門山(704m)に発する。ここから北へ流れ、早瀬森(551m)の西の中流域には早瀬野ダムが築かれている。早瀬森の東方から発した島田川がダムの下流で合流し、北流して岩木川に注ぐ。この合流地一帯に大鰐町の中心地がある。
虹貝川の流域の谷は鎌倉時代から集落が形成されていて、古い資料では「西峡（ニシカイ）」と書かれている。ここから材木を切り出して川へ流して運んでいたと伝えられている。また、流域は遠部層と称する角礫凝灰岩に富み、ここから切りだされた石材を「安保石（あぶいし）」と称する。安保石は耐火性に優れ、石塀や倉庫の建材などに重用された。虹貝川の上流部には周囲70m、高さ24mの巨大な角礫凝灰岩があり、「神馬大岩」（石の塔）と呼ばれている。これを祀る久須志神社では旧暦4月8日がこの例祭日になっており、青森・秋田から参詣者を集めたと伝わっている。ほかにも金、銅、鉛を産する鉱山があり、三ッ目内川とならんで藩政時代には重要な地域だった。

### 不動川
| 川名   | 川名       | 川名       | 川名       | よみ       | 長さ (km) | 流域 面積 (km2) | （管理区間）                   | 2.5 | 5.0 | 出典               |
| 不動川 | 不動川     | 不動川     | 不動川     | ふどうがわ |           |                 | (県)平川への合流地点より4.50km | ○   |     | [ 1 ] [ 35 ] [ 3 ] |
| ├      | キクラ沢   | キクラ沢   | キクラ沢   |            |           |                 |                                |     |     | [ 3 ]              |
| ├      | スリハチ沢 | スリハチ沢 | スリハチ沢 |            |           |                 |                                |     |     | [ 3 ]              |
| ├      | 王ホシ沢   | 王ホシ沢   | 王ホシ沢   |            |           |                 |                                |     |     | [ 3 ]              |
| ├      | ヒヤ水沢   | ヒヤ水沢   | ヒヤ水沢   |            |           |                 |                                |     |     | [ 3 ]              |

不動川（ふどうがわ）は十和田山地西部の三ツ森(872m)と白手山(584m)の西に発する。西へ流れて山を下り、碇ヶ関の下流で岩木川に注ぐ。

### 大落前川
| 川名     | 川名     | 川名     | 川名     | よみ             | 長さ (km) | 流域 面積 (km2) | （管理区間）                   | 2.5 | 5.0 | 出典               |
| 大落前川 | 大落前川 | 大落前川 | 大落前川 | おおらくまえがわ |           |                 | (県)平川への合流地点より1.00km | ○   |     | [ 1 ] [ 35 ] [ 3 ] |
| ├        | 岩谷母沢 | 岩谷母沢 | 岩谷母沢 |                  |           |                 |                                | ○   |     | [ 3 ]              |
| │        | └        | 山椒倉沢 | 山椒倉沢 |                  |           |                 |                                | ○   |     | [ 3 ]              |
| └        | ヨバリ沢 | ヨバリ沢 | ヨバリ沢 |                  |           |                 |                                | ○   |     | [ 3 ]              |
|          | └        | 小松原沢 | 小松原沢 |                  |           |                 |                                | ○   |     | [ 3 ]              |

大落前川（おおらくまえがわ）は十和田山地西部の三ツ森(872m)、倉ノ沢山(685m)を源とする。これらの山に発する沢が西に下って三本倉山(457m)の北で合流し、両岸に岩壁がそびえる谷をつくっている。ここに「白糸滝」が落ち、その下流で平川に合流する。
この合流点の上流には小落前川が平川に合流しており、これらの合流点には碇ヶ関がひらけ、中世には関所が設けられていた。

### 津刈川
| 川名   | 川名     | 川名            | 川名            | よみ               | 長さ (km) | 流域 面積 (km2) | （管理区間）                     | 2.5 | 5.0 | 出典                |
| 津刈川 | 津刈川   | 津刈川          | 津刈川          | つかりがわ         |           |                 | (県)平川への合流地点より7.00km   | ○   | ○   | [ 1 ] [ 35 ] [ 60 ] |
| ├      | 砂子沢   | 砂子沢          | 砂子沢          | すなこざわ         |           |                 | (県)津刈川への合流地点より0.90km | ○   |     | [ 1 ] [ 35 ]        |
| └      | 津刈ダム | 津刈ダム        | 津刈ダム        |                    |           |                 |                                  | ○   |     | [ 86 ]              |
|        | │        | 久吉導水路      | 久吉導水路      | ひさよしどうすいろ |           |                 | (県)津刈川への合流地点より0.80km |     |     |                     |
|        | └        | 久吉ダム 面影湖 | 久吉ダム 面影湖 |                    |           |                 |                                  | ○   |     | [ 86 ]              |
|        |          | ├               | 鍋倉沢          | なべくらざわがわ   |           |                 | (県)津刈川への合流地点より2.30km | ○   |     | [ 1 ] [ 35 ] [ 60 ] |
|        |          | ├               | 岩谷沢          | いわやさわがわ     |           |                 | (県)津刈川への合流地点より1.00km | ○   |     | [ 1 ] [ 35 ]        |
|        |          | └               | 鍋子沢          |                    |           |                 |                                  | ○   |     | [ 60 ]              |
|        |          |                 | └吉野沢         |                    |           |                 |                                  | ○   |     |                     |

津刈川（つかりがわ）は平川の源流域の支川の一つで、文献によってはこれを平川の源流としている。上流には津刈ダム、さらに久吉ダムがあり、久吉ダムによる人造湖を「面影湖」と称する。平川への合流点付近には津刈温泉、上流の鍋子沢には久吉温泉があり碇ヶ関温泉郷の一角をなす。鍋子沢は青森県と秋田県の県境になっている柴森(883m)に発する。
いわゆる「津軽」の史料での初出は『日本書紀』にあり、斉明天皇元年（655年）7月11日の記述に「津刈」として登場する。ただし詳細は不明で、能代の北にある地域というぐらいしかわかっていない。